# Juan Mónaco
Juan Mónaco (Tandil, Argentina, 29 de marzo de 1984) es un extenista profesional argentino activo desde 2002 hasta 2017. A partir de entonces, se desempeñó como presentador de televisión en los programas Con amigos así de KZO y Por una moneda de El trece.
Ganó dos torneos ATP 500 y siete ATP 250, sumado a doce finales. Alcanzó dos veces los octavos de final de Roland Garros y también del Abierto de Estados Unidos. En torneos Masters 1000 llegó a dos semifinales. Estuvo doce temporadas consecutivas entre los Top 100 del ranking ATP, cinco de las cuales estuvo dentro de los Top 30, y su mejor ubicación fue la n.º 10 en julio de 2012. Además, es el quinto argentino con más victorias en el circuito ATP sumando 342, y un rendimiento de 55,8 %.
El 15 de mayo de 2017 tras una serie de malos resultados y reiteradas lesiones, anunció su retiro del tenis profesional alegando que cumplió todo lo que soñó en su carrera y que ahora proyecta nuevos objetivos personales y profesionales.Actualmente es Chief Executive Officer de SportSumma

## Biografía
Juan Mónaco nació en Tandil, provincia de Buenos Aires, el 29 de marzo de 1984. Su familia se compone de su padre, Héctor; su madre, Cristina; su hermano, Andrés; y su hermana, Mara.
Desde chico, Pico fue muy inquieto, siempre debía estar ocupado haciendo algo. Al mismo tiempo, desde muy pequeño, empezó a sentir cierta atracción particular por el tenis. Apenas con cuatro años, y en el club al que solía ir todos los veranos de su corta infancia, comenzó a empuñar la raqueta, junto a hermanos y primos. Apenas un par de años más tarde, a los seis, Juan ingresaría en el lugar que es una de las principales canteras del tenis argentino, el Club Independiente de Tandil. Allí conoció a su gran formador, el entrenador Marcelo Gómez, quien, según el propio Pico “fue el que me enseñó todo. Desde como pegarle a la pelotita, hasta como ser como persona”. Allí entrenó hasta los 14, cuando partió hacia el exterior para poder competir en todo el mundo. Decidió abandonar Tandil y partir hacia Miami, a realizar un entrenamiento de siete meses en la Academia Clerc-Nuñez. Luego fue el turno de instalarse en la prestigiosa Academia Sánchez-Casal, en Barcelona, donde Pico comenzó a formarse como tenista profesional. Luego de cuatro años en el exterior, volvió a Argentina, a Buenos Aires, para empezar a entrenar con la mira en el profesionalismo, de la mano de Luis Lobo.
En cuanto a su carrera profesional, Juan es un jugador establecido dentro del circuito, con muchos años de experiencia y muy respetado por sus colegas y rivales. En 2001 se convirtió en tenista profesional y desde allí su carrera fue en un sostenido ascenso hasta la actualidad, disputando los primeros puestos del ranking mundial.
Entre sus amistades del circuito, se encuentran Juan Martín Del Potro y Rafael Nadal. También es conocido por ser hincha fanático de Estudiantes de la Plata. El 15 de mayo de 2017 anunció su retiro del tenis profesional.
Mónaco estuvo de pareja con la modelo argentina Zaira Nara en dos etapas entre 2011 y 2014. En 2016 comenzó a estar de pareja con la modelo argentina Pampita.Casado desde el año 2020 con la modelo franco-griega Diana Arnopoulos y radicados en Estados Unidos.Tuvieron un hijo, el pequeño nació el 15 de enero de 2022, justo dos años después de que la feliz pareja se casara con una celebración íntima en Florida, Estados Unidos. Noah,  es el hijo de Pico Mónaco y Diana Arnopoulos.

Trabajó en el programa de televisión "Un mate operativo", trasmitido por la señal ESPN y conducido por el excéntrico Emiliano "Maurito" Zárate.
En 2020 recibió el Premio Konex - Diploma al Mérito por su trayectoria en tenis en la última década en la Argentina. El 29 de junio de ese año contrajo matrimonio con la modelo Diana Arnopoulos.

## Carrera tenística

### 2002-2004: Inicios como profesional
En 2002, Juan Mónaco debutó en el circuito profesional con 18 años. El 12 de febrero ganó su primer torneo en Jamaica F20, de Montego Bay al vencer a Francisco Rodríguez de Paraguay. Terminó el año como que n.º 470 en individuales.
En 2003, Mónaco llegó a seis finales acabando como finalista en dos eventos en Jamaica F3, de Montego Bay al perder ante el estadounidense Wayne Odesnik y en Argentina F6, Buenos Aires, perdiendo ante su compatriota Diego Moyano. Sin embargo, él ganó cuatro torneos de sus seis finales, todos en arcilla. Ganó en Jamaica F4, Montego Bay, en Bolivia F1, La Paz, en Argentina de F1, Buenos Aires y en Uruguay F2, Uruguay, derrotando a Dmitri Sitak de Rusia, y sus compatriotas Matías O'Neille, Carlos Berlocq e Ignacio González King, respectivamente. Terminó el año como n.º 324 en individuales.
Juan Mónaco comenzó el año 2004 ganando el Challenger de Sao Paulo-1 ante el chileno Adrián García por 6-4, 7-64. Hizo su debut en el circuito profesional de la ATP en el Torneo de Buenos Aires, derrotando en primera ronda a Nicolás Lapentti por 7-62, 6-1. Luego en segunda ronda, eliminó a Juan Ignacio Chela por 7-64, 6-3, alcanzando los cuartos de final en donde fue derrotado por Guillermo Coria con un marcador de 86-7, 6-3 y 1-6. Luego, participó del Torneo de Brasil, venciendo en primera ronda al n.º 13 del mundo, Nicolás Massú por 6-4, 6-2. En segunda ronda, perdió ante Luis Horna por 4-6, 1-6. Tras disputar dos challengers, compitió en el Masters de Miami, siendo este su primera participación en Masters 1000. En primera ronda, venció a Joachim Johansson por 7-66, 6-2. En segunda ronda, eliminó al preclasificado n.º 18, Gustavo Kuerten por 6-1, 3-6, 7-5. Pero finalmente, perdió en tercera ronda ante el n.º 10 del mundo, Paradorn Srichaphan por 6-1, 4-6, 4-6. Tras seguir participando de challengers, jugó su primer Grand Slam en Roland Garros. En primera ronda, derrotó a Alex Bogomolov, Jr. por 6-1, 6-1, 5-7, 6-4. Pero en segunda ronda, perdió ante el n.º 3 del mundo, su compatriota Guillermo Coria por 5-7, 1-6, 3-6.
Más tarde llegó a dos cuartos de final de challengers, y disputó el Torneo de Bastad. En primera ronda, venció a Nicolás Massú por 4-6, 6-3, 6-2. En segunda ronda, derrotó a Kristof Vliegen por 5-7, 6-4, 6-1. En cuartos de final, perdió ante Fernando González por un doble 4-6. También compitió del Torneo de Kitzbühel, derrotando en primera ronda a Juan Pablo Guzmán por 7-5, 6-4. En segunda ronda, eliminó a David Ferrer por 6-3, 6-4. En tercera ronda, perdió ante Florian Mayer por un doble 4-6. Luego, alcanzó las semifinales del Challenger de Sopot perdiendo ante José Acasuso. Disputó su segundo Grand Slam, en el US Open, cayendo en primera ronda, ante Gastón Gaudio por 66-7, 6-4, 3-6, 2-6. También perdió en la primera ronda del Torneo de Bucarest ante Alex Calatrava por 76-7, 2-6. Finalizando la temporada, llegó a las semifinales del Challenger de Palermo perdiendo ante Filippo Volandri por 1-6, 4-6, perdió en la primera ronda de Lyon ante Joachim Johansson por 4-6, 3-6 y quedando eliminado de Metz en primera ronda ante Florent Serra por 4-6, 6-4, 0-6.
Finalizó la temporada en el puesto n.º 73, ingresando por primera vez al Top100.

### 2005: Primera final ATP
Mónaco arrancó el año 2005 en el Abierto de Australia perdiendo en primera ronda ante el americano Mardy Fish. En marzo llegó a la segunda ronda del Masters de Miami 2005 y a los cuartos de final en Múnich, ambas veces perdiendo ante su compatriota David Nalbandian. Llegó a su primera final ATP en Casablanca, perdiendo ante su compatriota Mariano Puerta.
Llegó a la segunda ronda del Masters de Roma y Hamburgo, perdiendo ante Guillermo Cañas y Jiří Novák, respectivamente. Perdió en la primera ronda de Roland Garros 2005 frente a Sébastien Grosjean. Hizo su debut en Wimbledon, perdiendo ante Novak Djokovic. Sin embargo, obtuvo su primera victoria ante un Top 20, derrotando al español David Ferrer, pero perdió la siguiente ronda contra Tomáš Zíb en el Torneo de Stuttgart. Llegó a los cuartos de final en el Viena Open, perdiendo ante Radek Štěpánek. Terminó el año 12 lugares más abajo que el año anterior, en el n.º 85.

### 2006: Irregularidad
En 2006, Mónaco registró tres salidas en primera ronda en los primeros dos meses en Buenos Aires, Santiago y Torneo de Adelaida, y salidas en segunda ronda en el Australian Open y el Torneo de Sídney.
Sin embargo, se recuperó alcanzando las semifinales en el Torneo de Brasil, perdiendo ante Nicolás Massú. Después de la semifinal, perdió cuatro partidos consecutivos en Acapulco, Miami, Houston y en Casablanca. No tuvo buenos resultados en los Masters 1000 de polvo de ladrillo ya que perdió en la primera ronda en Roma, perdiendo ante el veterano jugador francés Fabrice Santoro, y en la segunda en Hamburgo ante Robin Söderling.
Después de estas derrotas, Mónaco logró grandes resultados en las próximas cuatro semanas, alcanzando los cuartos de final en Poertschach (cayendo ante Luis Horna), además logró una merecida tercera ronda en Roland Garros cayendo ante Ivan Ljubičić, y las semifinales de la Mercedes Cup 2006 (cayendo frente a Acususo). Luego perdió cuatro partidos consecutivos de nuevo por una derrota en la segunda ronda en el Orange Warsaw Open (de izq. a Nikolai Davydenko) y una derrota en la primera ronda en el US Open, Bucarest, y el Kingfisher Airlines Tennis Open. Llegó a la tercera ronda del Torneo de Tokio, perdiendo ante Jarkko Nieminen. Terminó el año con el número de clasificación n.º 70 en singles.
En dobles, hizo dos apariciones semifinales en el Torneo de Brasil se unió su compatriota Agustín Calleri, y en Stuttgart se asoció con José Acasuso.

### 2007: Explosión, tres títulos ATP y Top 20
El 2007 se supone el año del despegue para Juan, ya que alcanzó tres finales de un torneo de ATP obteniendo el título en las tres.

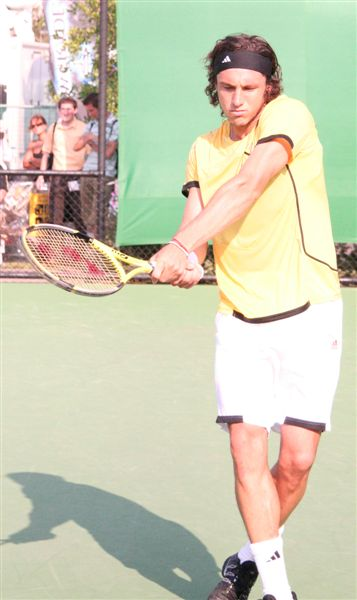
Mónaco en el Abierto de Australia 2007 donde caería en primera ronda.

Comenzó el año con una aparición en los cuartos de final en el ATP 250 de Auckland, perdiendo ante su compatriota Agustín Calleri. También llegó a los cuartos de final del Brasil Open perdiendo ante otro compatriota Juan Ignacio Chela. Gana su primer título ATP en su natal torneo en Buenos Aires al vencer por un contundente 6-1 y 6-2 al italiano Alessio Di Mauro, siendo clasificado en n.º 66.
Sin embargo, salió en la primera ronda de sus próximos tres torneos en Acapulco, Indian Wells y un evento Challenger. Llegó a la segunda ronda en Miami, perdiendo ante David Ferrer. También llegó a los cuartos de final del Torneo de Houston perdiendo ante el estadounidense James Blake y en Estoril cayendo ante Paul-Henri Mathieu. Clasificó para el Masters de Hamburgo, pero perdió ante el número 1 y eventual campeón Roger Federer en la segunda ronda en tres sets apretados. Después de su buen desempeño contra Federer, obtiene su segundo título en Pörtschach imponiéndose ante el francés Gael Monfils. En el Mercedes Cup en Stuttgart perdió ante Rafael Nadal en sets corridos en los cuartos de final.
Ganó su tercer título del año y último de la temporada en Torneo de Kitzbühel en Austria, después de derrotar al cabeza de serie número 1 Tommy Robredo en los cuartos de final y a Potito Starace en la final. En el Masters de Cincinnati, derrotó por primera vez a un jugador en el top 5 y al mejor clasificado que ha derrotado al n.º 2 en ese entonces Rafael Nadal, cuando Nadal se retiró. Mónaco perdido ante Sam Querrey en el tercera ronda. También llegó a los cuartos de final del Torneo de Estocolmo, donde perdió contra Tommy Haas, y a la tercera ronda de Madrid, después de vengar su derrota contra Haas, en la segunda ronda.
En los Grand Slams, perdió en la primera ronda del Abierto de Australia y en Wimbledon, perdiendo ante Nicolas Mahut y Kristof Vliegen, respectivamente. Sin embargo, llegó a la cuarta ronda de Roland Garros y del US Open, perdiendo ante el ex campeón del Abierto de Francia Guillermo Cañas y Novak Djokovic, respectivamente. Estos resultados son los más lejanos que ha tenido en Grand Slams. Terminó el año en el puesto n.º 23, su rango más alto de fin de año.

### 2008: Caída en el ranking y subcampeón de Copa Davis
En 2008 no tuvo tan buenos resultados como en el 2007.
En 2008, Mónaco comenzó el año con una aparición en semifinales en Auckland, perdiendo ante el alemán Philipp Kohlschreiber. También llegó a la tercera ronda del Abierto de Australia, lo más lejos que ha llegado hasta ahora, perdiendo ante Tomáš Berdych. En su primer torneo después del Abierto de Australia, llegó a la final del Torneo de Viña del Mar. Estaba programado para jugar la final ante Fernando González en la final, pero a González se le concedió una victoria por walkover (W/O) debido a una lesión en el tobillo izquierdo sufrida durante la final de dobles. A pesar de esto, su desempeño durante la semana elevó a Mónaco un puesto en el ranking mundial al n.º 14. En el torneo de Buenos Aires perdió en primera ronda, no pudiendo defender su título en 2007.
En el Abierto Mexicano Telcel en Acapulco, perdió en la segunda ronda. También llegó a la tercera ronda tanto en Indian Wells (perdiendo ante Cañas), como en Miami (perdiendo ante Ancic). Representó a Argentina en el partido de cuartos de final de la Copa Davis 2008 contra Suecia y ganó su único partido contra Thomas Johansson por doble 6-3.
Llegó a los cuartos de final en Valencia y a la segunda ronda en Montecarlo y Roma perdiendo ante Nicolás Almagro y Igor Andreev, respectivamente. También llegó a la tercera ronda en Hamburgo, perdiendo ante Andreas Seppi. También repitió la final del año anterior en Portchach aunque fue derrotado por el ruso Nikolai Davydenko.

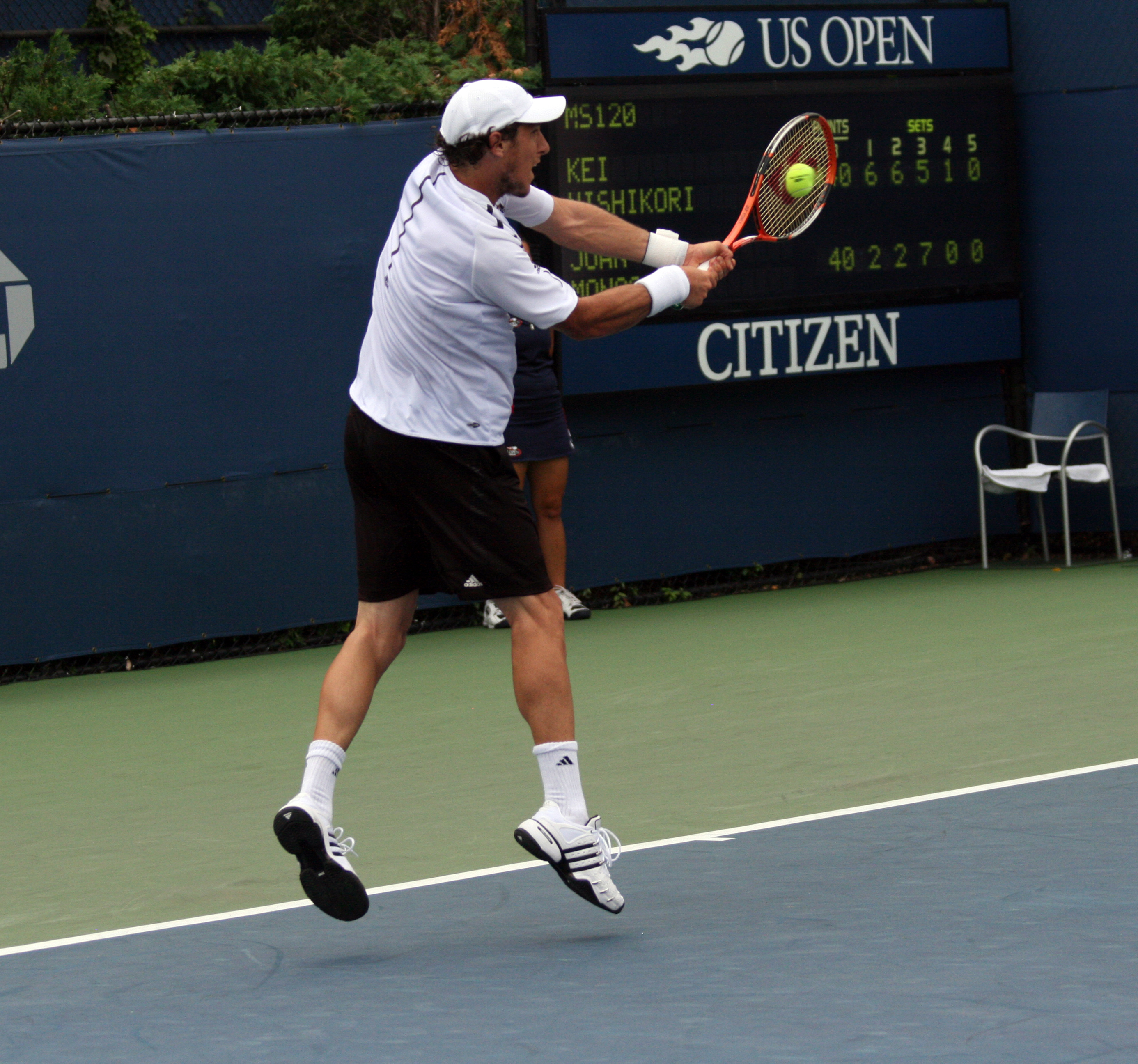
Juan Mónaco en el US Open 2008 donde caería en primera ronda ante Kei Nishikori

Llegó a las semifinales del Orange Varsovia Open, perdiendo ante Tommy Robredo. En las Olimpiadas de Beijing, Mónaco perdió ante Marin Čilić en tres sets apretados por 4-6, 7-65 y 3-6, seguido por las derrotas sucesivas en el Torneo de New Haven y el US Open. Cayó en la primera ronda del Mutua Madrid Open, perdiendo ante Radek Štěpánek, y el Torneo de Lyon ante Gilles Simon. Llegó a la segunda ronda tanto en Estocolmo como en París después de clasificarse para ambos torneos. Mónaco terminó el año en el puesto n.º 46 en el mundo, 23 lugares más abajo que en 2007.
En dobles, Mónaco comenzó el año con una título en Auckland asociado a Luis Horna. Llegó a las semifinales del US Open, perdiendo ante Lukáš Dlouhý y Leander Paes. También llegó a la final del Movistar Open y ganó el Valencia Open, todos con el argentino Máximo González.

### 2009: Primer cuartos de final en Masters 1000
En 2009, Mónaco comenzó el año en Auckland perdiendo ante el serbio Viktor Troicki en la segunda ronda, en el Abierto de Australia cayó en primera ronda ante el francés Jo Wilfried-Tsonga por 4-6, 4-6 y 0-6.
En el Movistar Open llegó hasta cuartos de final donde fue eliminado por Fernando González por sets de 0-6 y 2-6. Luego tuvo una decepcionante actuación en Costa do Sauipe al perder en primera ronda con su compatriota José Acasuso por 36-7, 4-6 y también cayo en primera ronda en Acapulco. Llegó a su primera final del año en Buenos Aires en la Copa Telmex, tras derrotar en el camino a los argentinos Sergio Roitman, Martin Vasallo Argüello, Máximo González y David Nalbandian, en dicha final donde cayó ante Tommy Robredo por 5-7, 6-2 y 56-7.
En dobles, llegó a la tercera ronda del Abierto de Australia y a la final del Brasil Open, en ambas se asoció con Lucas Arnold Ker.
Representó a Argentina en los octavos de final derrotando a Thiemo de Bakker de los Países Bajos. También alcanzó la segunda ronda del Masters de Miami, perdiendo ante Andy Murray después de ganar el primer set. También llegó a la tercera ronda del Masters de Montecarlo, perdiendo ante el alemán Andreas Beck, después de derrotar a Robredo en la segunda ronda, y en Barcelona perdiendo ante Fernando González en segunda ronda después de derrotar a Marat Safin en la primera ronda.
En el Masters de Roma tuvo una tremenda actuación, llegando a los cuartos de final en un Masters 1000 por primera vez, ingresando desde la clasificación, tras derrotar en primera ronda a Nicolas Kiefer por 6-2 y 6-3, en segunda ronda sorprendió al escocés Andy Murray con parciales de 1-6, 6-3 y 7-5, en tercera ronda se despachó al croata Marin Čilić por doble 6-4, hasta que en los cuartos de final perdió con el chileno Fernando González por 6-2, 3-6 y 4-6. Luego en el Torneo de Estoril derrota en primera ronda a Pablo Cuevas 6-2 y 6-4, pero en segunda ronda cayó con el francés Florent Serra por 3-6, 6-1 y 3-6. Más tarde el Masters de Madrid eliminó a Feliciano López y a David Ferrer en primera y en segunda ronda respectivamente, pero cayó en tercera ronda ante el español Fernando Verdasco por 5-7 y 2-6.

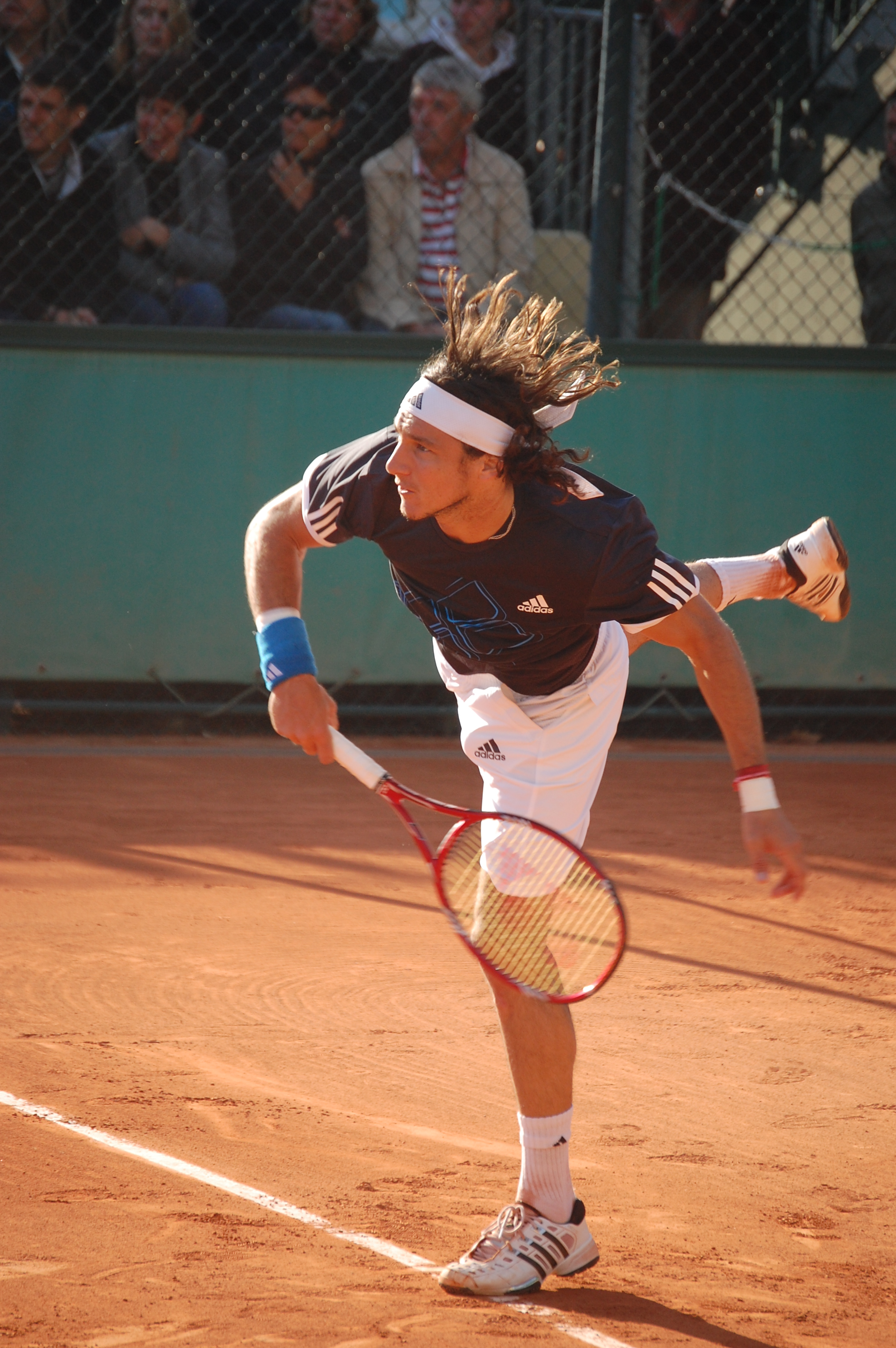
Juan Mónaco en Roland Garros 2009 llegó hasta la segunda ronda cayendo ante el local Jo-Wilfried Tsonga en cuatro sets.

En Roland Garros eliminó al chipriota Marcos Baghdatis en primera ronda por 6-3, 6-2 y 6-4, pero cayó nuevamente ante el francés Jo-Wilfried Tsonga, dejándolo fuera del torneo en segunda ronda en sets de 5-7, 6-2, 1-6 y 86-7.
Perdió en la primera ronda de Wimbledon, sin lograr su primera victoria allí, perdiendo ante el español Nicolás Almagro en una batalla de casi cuatro horas por 7-63, 7-67, 56-7, 6-4 y 6-8.
Representó a Argentina una vez más en los cuartos de final de la Copa Davis 2009 contra la República Checa, perdiendo ambos partidos. En el Torneo de Hamburgo (ahora ATP 500), derrotó a Mijaíl Yuzhny y José Acasuso. Luego perdió ante David Ferrer en la tercera ronda.

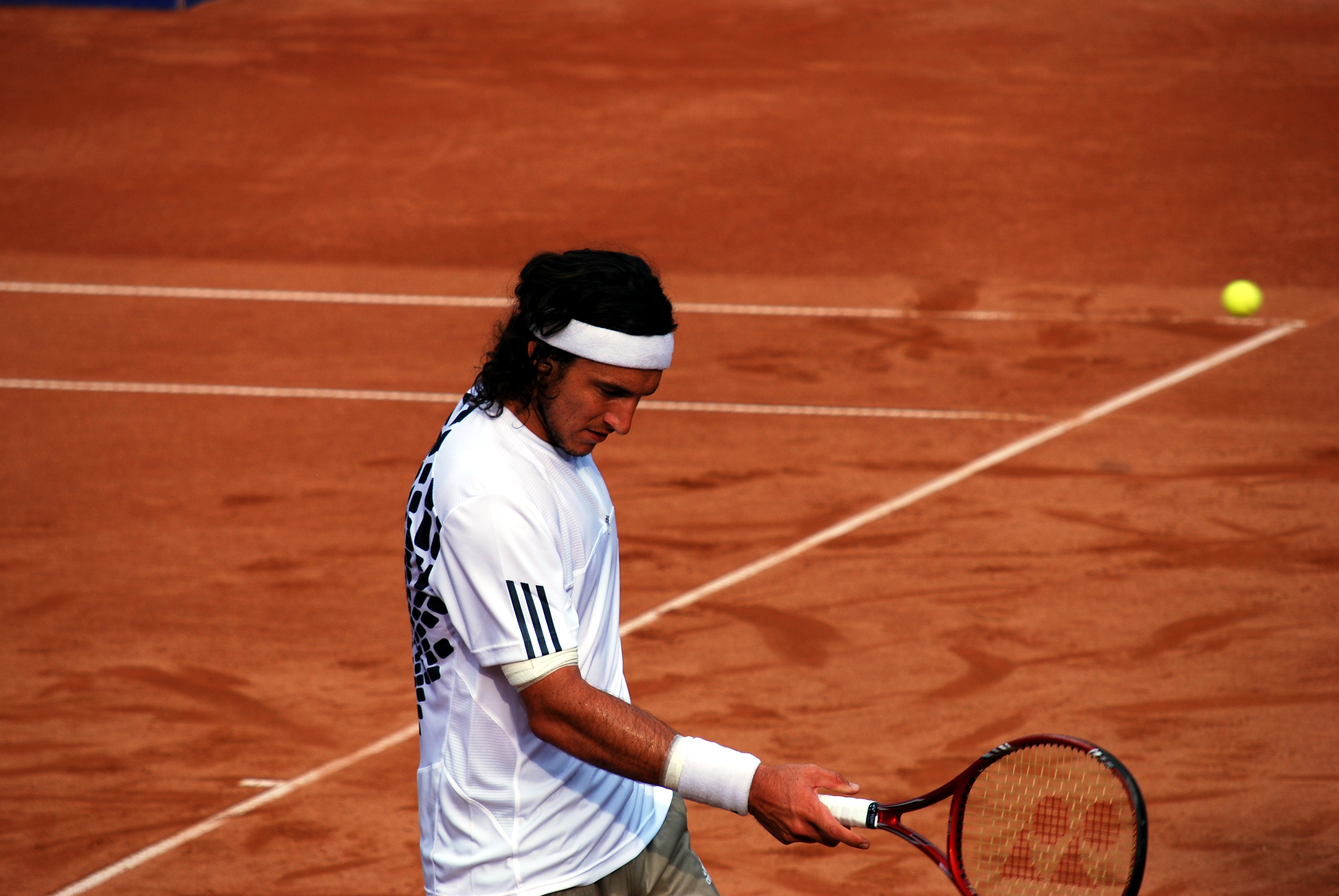
Mónaco durante el Torneo de Bucarest 2009.

Mónaco compitió directamente en el US Open 2009 sin competir en ningún evento en la gira americana de 2009 (Canadá, Cincinnati, etc.). Perdió ante el eventual campeón Juan Martín del Potro en la primera ronda en sets corridos por 3-6, 3-6 y 1-6.En el Torneo de Bucarest (último torneo de la temporada en polvo de ladrillo) llegó a su tercera final en el año tras vencer a los clasificados Júlio Silva y Pere Riba, al octavo cabeza de serie Pablo Cuevas, y alemán Simon Greul (68.º) por 6-4 y 6-3 en semifinales, pero cayó ante el español Albert Montañés por 7-62 y 7-66, perdiendo así otro título de ATP World Tour 250. Con un récord muy positivo de 29-12 en polvo de ladrillo, fue el jugador ATP con más triunfos ese año en esa superficie.
Anteriormente jugó el Torneo de Bastad, sobre polvo de ladrillo, en donde llegó a la final venciendo en primera ronda a su amigo de la infancia, Máximo González, 7-64, 3-6 y 6-1, en segunda ronda venció a Victor Crivoi por 6-0 y 7-61, en tercera ronda ganó a Fernando Verdasco por 6-1, 3-1 y retiro, en semifinales aplastó a Tommy Robredo por 6-0 y 6-2, pero en la final no pudo con la potencia de Robin Soderling, perdiendo por 6-3 y 7-64. Luego de estas grandes y sorpresivas actuaciones, Juan subió cinco puestos en el ranking.
En Tokio, se retiró contra Ernests Gulbis en la segunda ronda después de derrotar a Guillermo García-López. Luego perdió contra Victor Troicki en la primera ronda del Masters de Shanghái. Perdió ante Joachim Johansson, después de derrotar a Jan Hernych en la primera ronda del Torneo de Estocolmo. Compitió en Lyon como el cuarto cabeza de serie, pero perdió con Michaël Llodra en la segunda ronda después de derrotar al francés Josselin Ouanna en la primera ronda. Perdió en la segunda ronda del ATP 500 de Valencia ante Nikolai Davydenko. Luego perdió ante Novak Djokovic, a pesar de liderar 5-3 en el segundo set, luego de derrotar a Jérémy Chardy en el Masters de París-Bercy. Este fue su último torneo del año, llegando a tres finales; la mayor cantidad desde que ganó tres títulos en 2007. Terminó el año en el n.º 30.

### 2010: Lesión en la muñeca y primera semifinal en Masters 1000
Mónaco comenzó la Temporada 2010 en Auckland en Nueva Zelanda, donde derrotó a Horacio Zeballos en la primera ronda, pero perdió ante el eventual campeón John Isner en tres sets por 7-5, 4-6 y 3-6. Después participaría en el primer Grand Slam del año, el Abierto de Australia donde simplemente fue barrido por Nikolai Davydenko en tercera ronda en sets corridos por 0-6, 3-6 y 4-6, antes derrotó a Ernests Gulbis y Michaël Llodra en cinco sets..
Su siguiente torneo sería en Santiago donde llegó a la final, que perdió contra el brasileño Thomaz Bellucci por 2-6, 6-0 y 4-6, luego de derrotar a Nicolás Massú, Juan Ignacio Chela, Peter Luczak, y João Souza. También tendría una buena actuación en Buenos Aires, donde llegó hasta semifinales, instancia en la que perdió contra el ex-número 1, Juan Carlos Ferrero por 2-6, 76-7, pocas horas después de derrotar a Horacio Zeballos en los cuartos de final, donde no se enfrentó a un solo punto de quiebre. También derrotó a Juan Ignacio Chela en la segunda ronda y Lukasz Kubot. Llega a semifinales del Torneo de Acapulco, después de derrotar al primer preclasificado, Fernando Verdasco por 7-5 y 6-3, donde se retira tras ir perdiendo 7-5, ante Juan Carlos Ferrero, tras una dolencia en la costilla.
Derrotó a Fabio Fognini en la segunda ronda del Masters de Indian Wells. Luego se enfrentó a Juan Carlos Ferrero en la tercera ronda; esta fue su tercer enfrentamiento consecutivo, con Ferrero prevaleciendo en los otros dos. Él venció a Ferrero por primera vez en un partido que duró más de 3 horas. Luego venció a Guillermo García-López para llegar a su primer cuarto de final de Masters 1000 en pista dura. Perdió ante el eventual campeón Ivan Ljubičić en un partido de tres sets por 6-4, 2-6 y 1-6. En Miami, perdió en la tercera ronda ante Fernando González por 7-6, 4-6, y 2-6, después de derrotar a Marsel İlhan en la segunda ronda. Tiene una buena gira por el cemento estadounidense ya que llegó a cuartos en Indian Wells y a tercera ronda en Miami.
En el Masters de Montecarlo, derrotó al clasificado Jarkko Nieminen por primera vez en tres enfrentamientos y cayó ante Michael Berrer en la segunda ronda. Su mala racha continuó ya que estaba perdió ante Daniel Gimeno-Traver en la primera ronda del ATP 500 de Barcelona como décimo cabeza de serie. Derrotó a Igor Andreev, pero perdió ante Victor Hănescu en la segunda ronda en Roma. En Madrid, derrotó a Simon Greul y Thomaz Bellucci, luego perdió ante Nicolás Almagro en tercera ronda. En Roland Garros, cayó en primera ronda ante el clasificado Grega Žemlja en cuatro sets.
El 14 de abril de 2010 Juan declaró en la Radio Concepto que tiene problemas en la muñeca izquierda así que decide operarse luego de Roland Garros, para así no perderse los torneos sobre arcilla de la gira de tierra batida europea. Luego de la operación tubo que estar 7 semanas afuera del circuito ATP para recuperarse, gracias a la lesión en la muñeca izquierda se perdería la serie de 2010 entre Argentina y Rusia.

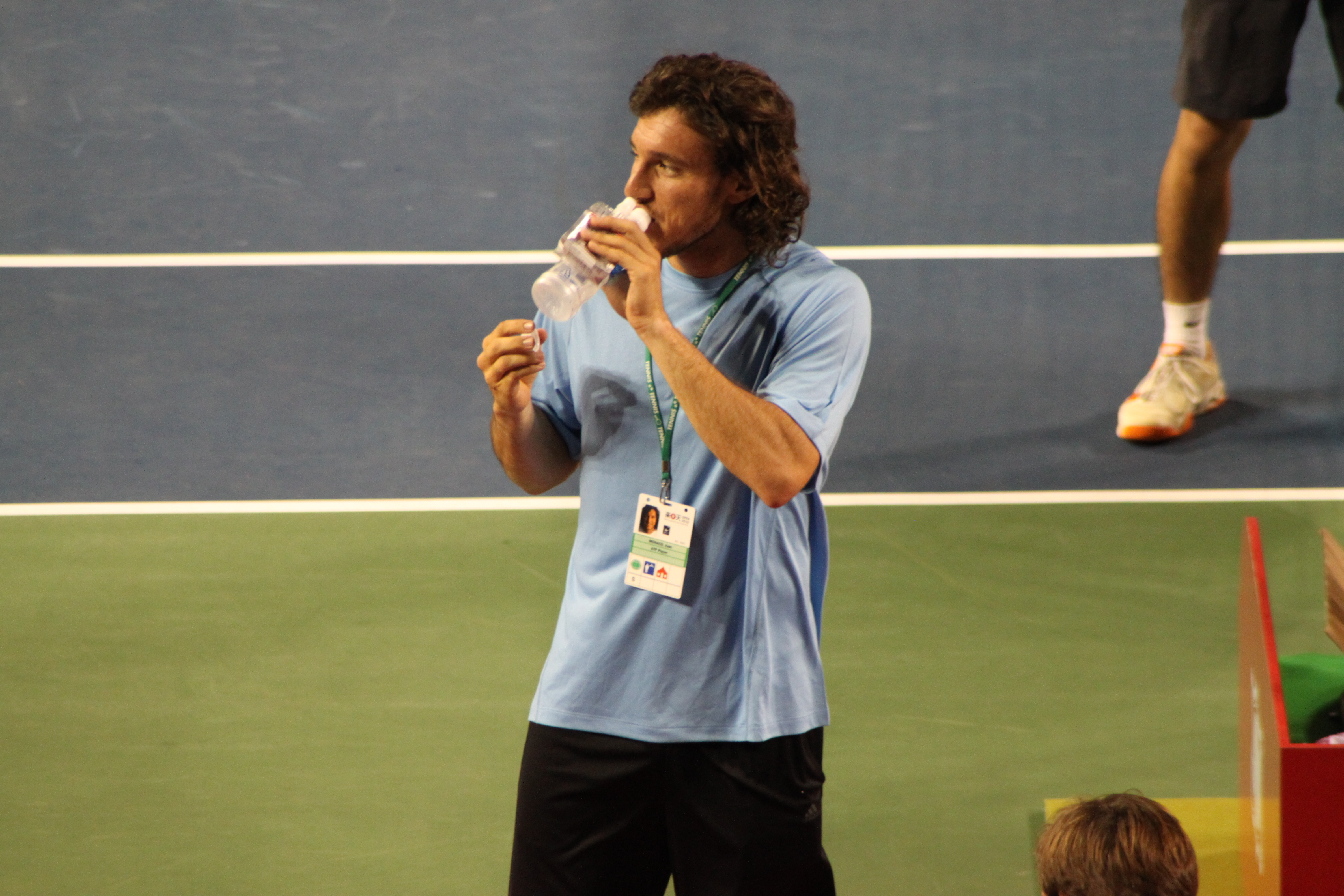
Mónaco en Tokio 2010.

Luego se retiró de Wimbledon 2010 debido a una lesión en la muñeca y se perdió dos meses de acción. Hizo su regreso en el Masters de Cincinnati perdiendo ante en primera ronda Thiemo de Bakker. También perdió en la primera ronda en New Haven, el US Open, y el ATP 500 de Tokio.
En octubre, alcanzó una semifinal de Masters 1000 por primera vez en el Shanghái Rolex Masters al derrotar a Florent Serra por 6-4, 7-6 Thiemo de Bakker por 2-6, 6-3, 6-4, Mischa Zverev por 6-2, 6-0 y Jürgen Melzer por 6-7, 7-5, 6-2, pero luego perdió ante el n.º 4 del mundo Andy Murray por un contundente 6-4 y 6-1. En Valencia derrotó al campeón defensor Andy Murray por 6-2, 3-6, 6-2 en la segunda ronda, pero luego fue derrotado por Marcel Granollers por 1-6, 6-3, 6-4 en la siguiente ronda. Mónaco, jugó su último torneo del año en el Masters de París derrotó a Sam Querrey 6-2, 7-6 en primera ronda, pero cayó ante el n.º 2 del mundo Novak Djokovic por 6-4 y 6-3 en la segunda ronda después de no convertir 7 de 8 puntos de quiebre.

### 2011: Subcampeón de la Copa Davis

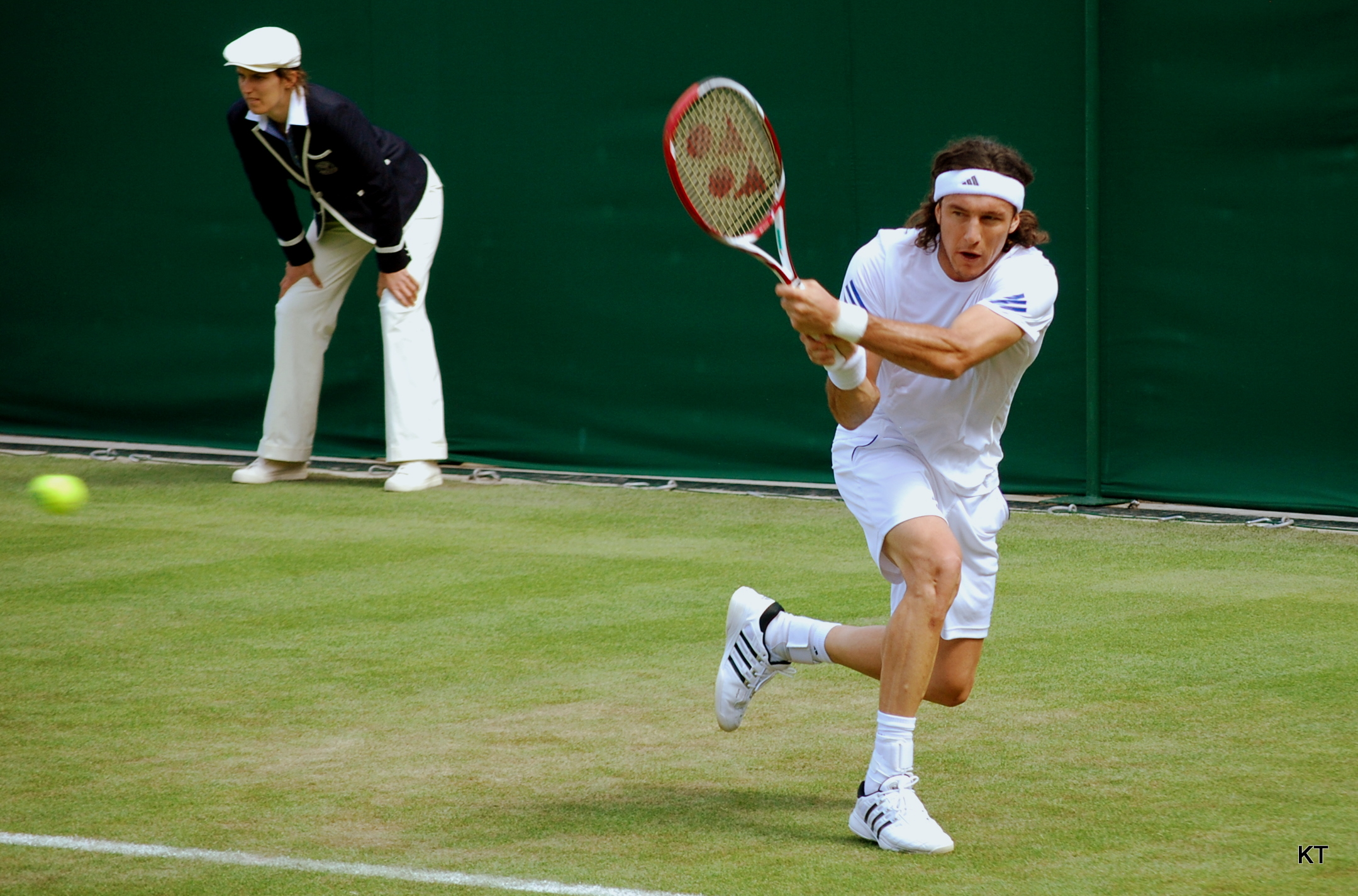
Mónaco en 2011.

Mónaco comenzó la Temporada 2011, en el Torneo de Auckland como quinto preclasificado y perdiendo en primera ronda ante Adrian Mannarino por 4-6, 3-6. A la semana siguiente, disputó el primer Grand Slam del año, el Abierto de Australia 2011 como 26.º preclasificado. En primera ronda, eliminó al Lucky Loser, Simon Greul por 7-65, 7-64 y 6-2. En segunda ronda, perdió ante Robin Haase por 4-6, 4-6, 6-3, 2-6.
En la gira latinoamericana de polvo de ladrillo, compitió en el Torneo de Santiago como segundo favorito al torneo. Sin embargo, quedó eliminado en primera ronda ante su compatriota, Máximo González por 4-6, 6-3, 4-6. Luego, disputó el Torneo de Buenos Aires como quinto preclasificado. En primera ronda, derrotó a Iván Navarro por 6-2, 7-62. En segunda ronda, eliminó a Eduardo Schwank por 7-65, 6-2. En cuartos de final, perdió ante el n.º 15 del mundo, Stanislas Wawrinka por 5-7, 3-6. También fue el séptimo cabeza de serie en Acapulco, donde derrotó en primera ronda al Lucky Loser argentino, Horacio Zeballos por un estrecho 7-5 y 7-63. En segunda ronda, venció a Pablo Cuevas por 6-3, 6-4. En cuartos de final, quedó eliminado por David Ferrer con un marcador de 6-2, 5-7, 2-6. Finalizando la gira de arcilla, disputó los Octavos de final de la Copa Davis ante Rumania. El deportista disputó el segundo punto de la serie, y derrotó a Victor Hanescu por 7-65, 1-6, 6-1, 6-1. También jugó el quinto punto con la serie definida para Argentina, y perdió ante Adrian Ungur por 4-6, 6-2, 3-6, finalizando la serie 4 a 1.
En su gira americana, disputó el Masters de Indian Wells como 27.º preclasificado. Luego de no disputar la primera ronda, debutó en segunda ronda con una derrota ante Ryan Sweeting por 1-6, 6-0, 1-6. También finalizado el Masters de Indian Wells, compitió en el Masters de Miami como 32.º cabeza de serie. Tampoco disputó la primera ronda, y eliminó a Sergiy Stajovski por 6-4, 26-7, 6-4, en segunda ronda. En tercera ronda, perdió ante el n.º 3 del mundo, Roger Federer por 46-7 y 4-6.
En su gira de polvo de ladrillo Mónaco no tuvo mucho éxito, perdió en primera ronda del Masters de Montecarlo ante Jo-Wilfried Tsonga por 6-4, 3-6, 2-6. Luego, recibió una invitación para participar del Conde de Godó como preclasificado n.º 16. En primera ronda venció a Grigor Dimitrov por 6-4, 6-1 pero en segunda ronda, quedó eliminado por Simone Vagnozzi con un marcador de 3-6, 2-6. También perdió en primera ronda del Torneo de Belgrado, en donde fue el octavo preclasificado, ante Feliciano López por 4-6, 5-7. En Madrid, venció a Andréi Golúbev por 2-6, 6-2, 6-2. En segunda ronda, eliminó al 10 del mundo, Gael Monfils por 6-2, 3-0 y retiro del francés. En tercera ronda, cayó ante Tomáš Berdych —n.º 7 del mundo— por 5-7, 3-6. Disputó el Masters de Roma venciendo en primera ronda a Andreas Seppi por 6-1, 4-6, 6-2. Luego, volvió a enfrentar a Tomáš Berdych y perdió nuevamente por un doble 6-2. Más tarde, representó a la Argentina en la Copa Mundial por Equipos. En la primera serie, ante Kazajistán, venció a Andréi Golúbev por 6-4, 6-0 en individuales, y junto con Máximo González, derrotaron a Andréi Golúbev y Mijaíl Kukushkin por 6-4, 6-3 en el dobles. En la serie frente Suecia, Mónaco junto con Juan Ignacio Chela, derrotaron a Simon Aspelin y Robert Lindstedt por 7-61, 6-0 en dobles. En la última serie del round-robin, Argentina enfrentó a Estados Unidos. En el primer punto, el tandilense derrotó a Mardy Fish por 7-64, 7-5. En el dobles junto con Machi González, vencieron a John Isner y Sam Querrey por 6-2, 6-4. Argentina terminó primera en el round-robin y avanzó a la final ante Alemania. Mónaco perdió el primer punto ante Florian Mayer por 46-7, 0-6, y Argentina terminó perdiendo por 2 a 1 la final. Para finalizar la temporada de arcilla, disputó el Torneo de Roland Garros, perdiendo en primera ronda ante el n.º 20 del mundo, Fernando Verdasco por 2-6, 5-7, 6-4, 4-6.

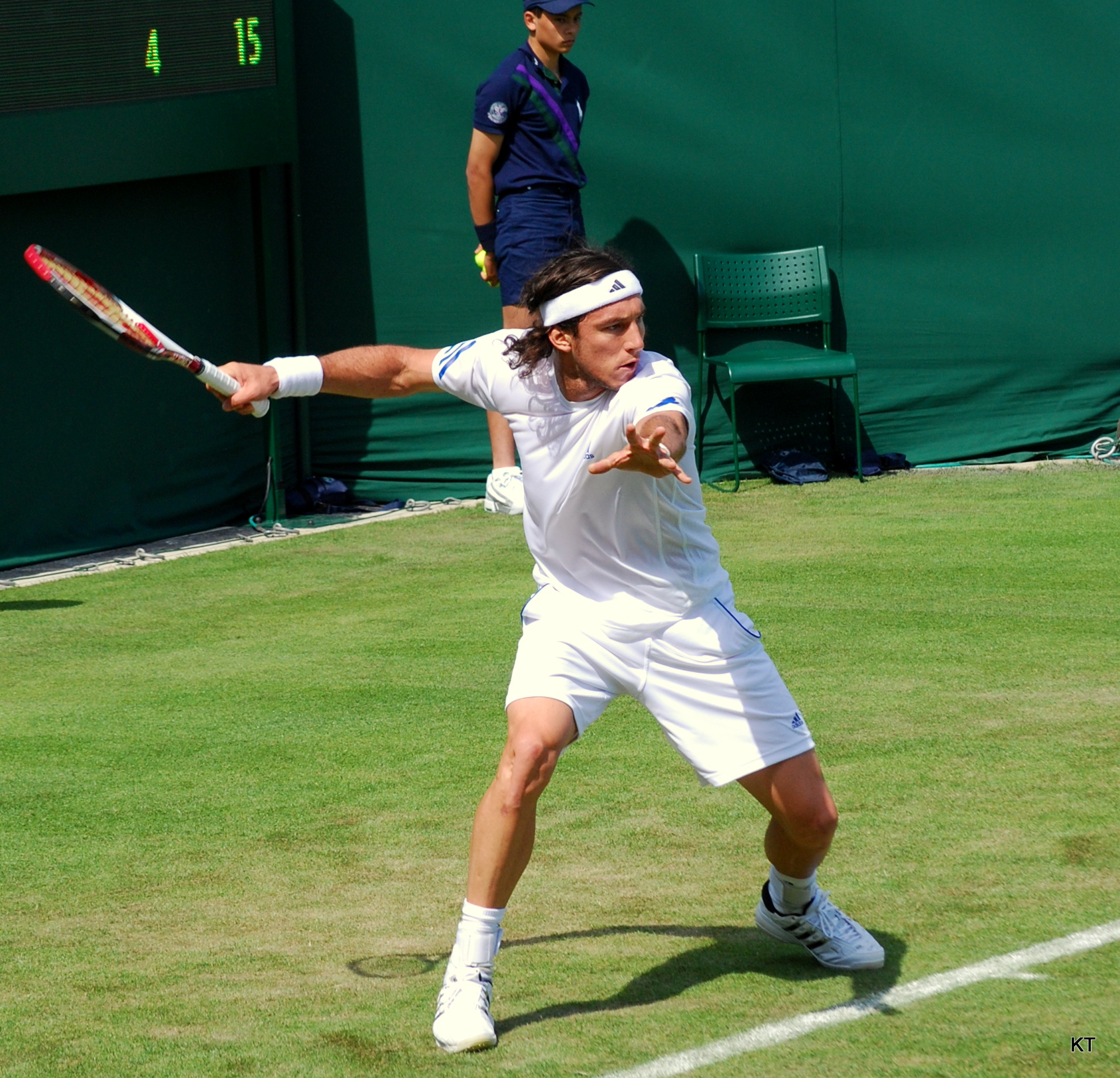
Mónaco en Wimbledon 2011 donde cayó en primera ronda ante Mijail Youzhny en cinco sets.

En la gira de césped, compitió solamente en Wimbledon, perdiendo en primera ronda ante Mijaíl Yuzhny por 6-4, 2-6, 2-6, 6-4, 4-6.
Más tarde, disputó los Cuartos de final de la Copa Davis ante Kazajistán en el Parque Roca de Buenos Aires. El primer punto lo disputó Pico quien venció a Andréi Golúbev por 6-3, 6-0, 6-4. También disputó el quinto punto de la serie, derrotando a Mijaíl Kukushkin por 6-4, 6-1. Finalmente la serie fue para Argentina por 5 a 0. Luego en el circuito de verano sobre teirra batida, disputó el Torneo de Bastad como sexto favorito al torneo. En primera ronda, eliminó a su compatriota Carlos Berlocq por 56-, 7-67, 6-2. Luego, no se presentó a su partido de segunda ronda frente Blaz Kavcic debido a una lesión en el pie. También disputó el ATP 500 de Hamburgo, derrotando en primera ronda a Simone Bolelli por 6-3, 7-5. En segunda ronda, eliminó a Janko Tipsarević por 6-2, 6-4. En tercera ronda, perdió ante Florian Mayer por un doble 7-5.

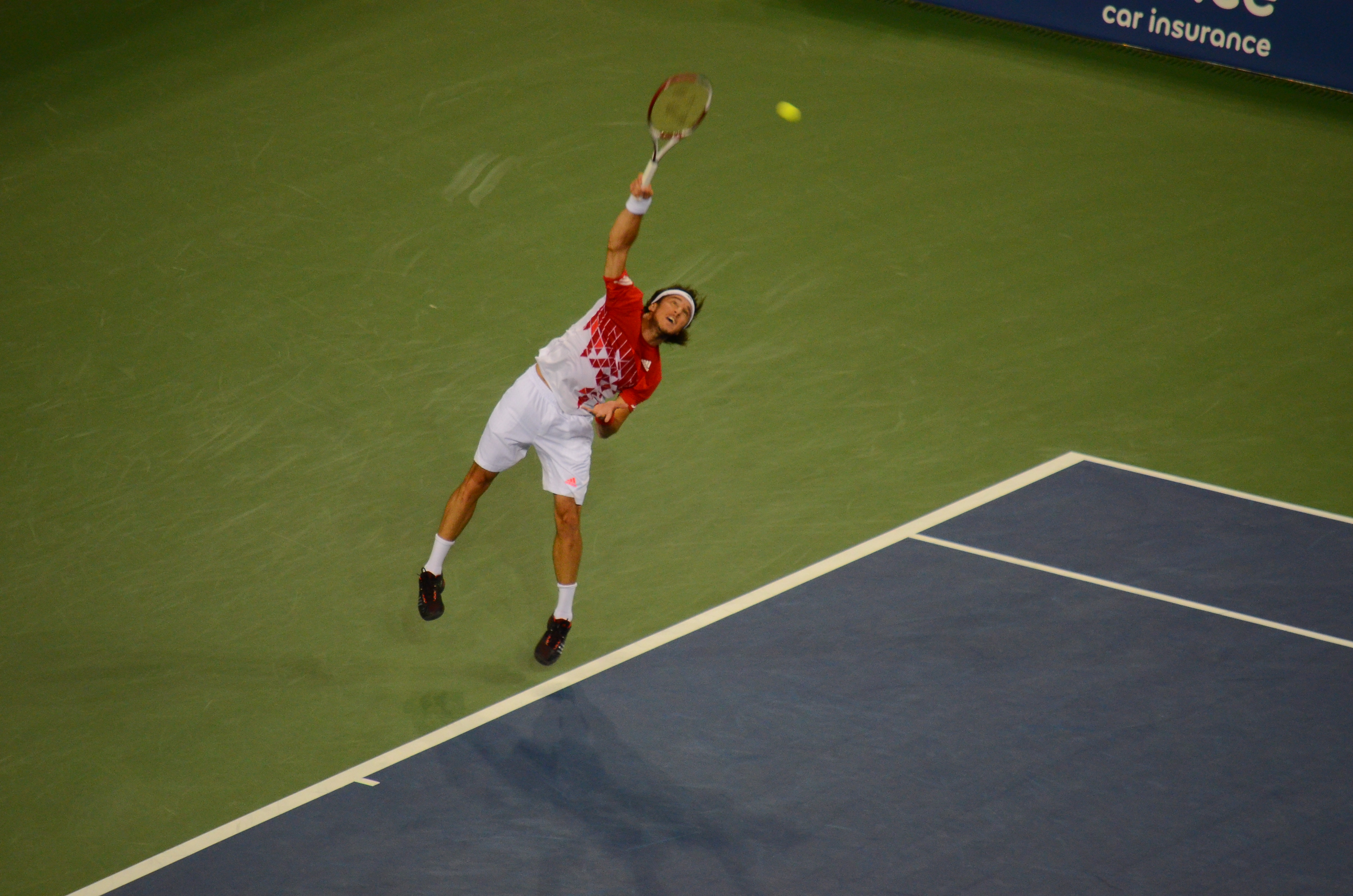
Mónaco sirviendo durante el Abierto de Estados Unidos 2011.

Luego cayó temprano en Canadá y Cincinnati. Luego jugó en Winston-Salem, perdiendo ante Andy Roddick en los cuartos de final. Mónaco llegó a la cuarta ronda del US Open, antes de perder ante Federer.
Luego perdió tres partidos consecutivos, comenzando con la semifinal de la Copa Davis 2011, en una eliminatoria se retiró ante Janko Tipsarević después de perder el primer set por 6-2, la primera ronda del ATP 500 de Tokio y Shanghái. Luego alcanzó su primera final en más de un año y medio en Valencia, pero perdió ante Marcel Granollers después de derrotar a Nicolás Almagro en la primera ronda y David Ferrer en las semifinales. Luego continuó su éxito en el Masters de París-Bercy con triunfos sobre Gilles Simon y Mardy Fish, antes de perder com Roger Federer en los cuartos de final. Terminó el año puesto 26, su mismo puesto que el año anterior.
Del 2 al 4 de diciembre se jugó la Final de la Copa Davis 2011 entre España y Argentina en el Estadio Olímpico de la Cartuja en Sevilla, España. En polvo de ladrillo, Juan abrió la sería ni nada más ni nada menos que ante Rafael Nadal el denomimado Rey de la Tierra Batida, cayendo por un contundente 6-1, 6-1 y 6-2. En los tres puntos siguientes España ganaría 2 de 3 y alzaría su quinta Ensaladera, mientras que Argentina nuevamente quedaría a una serie de alcanzar la gloria.

### 2012: Apogeo, 4 títulos ATP y Top 10

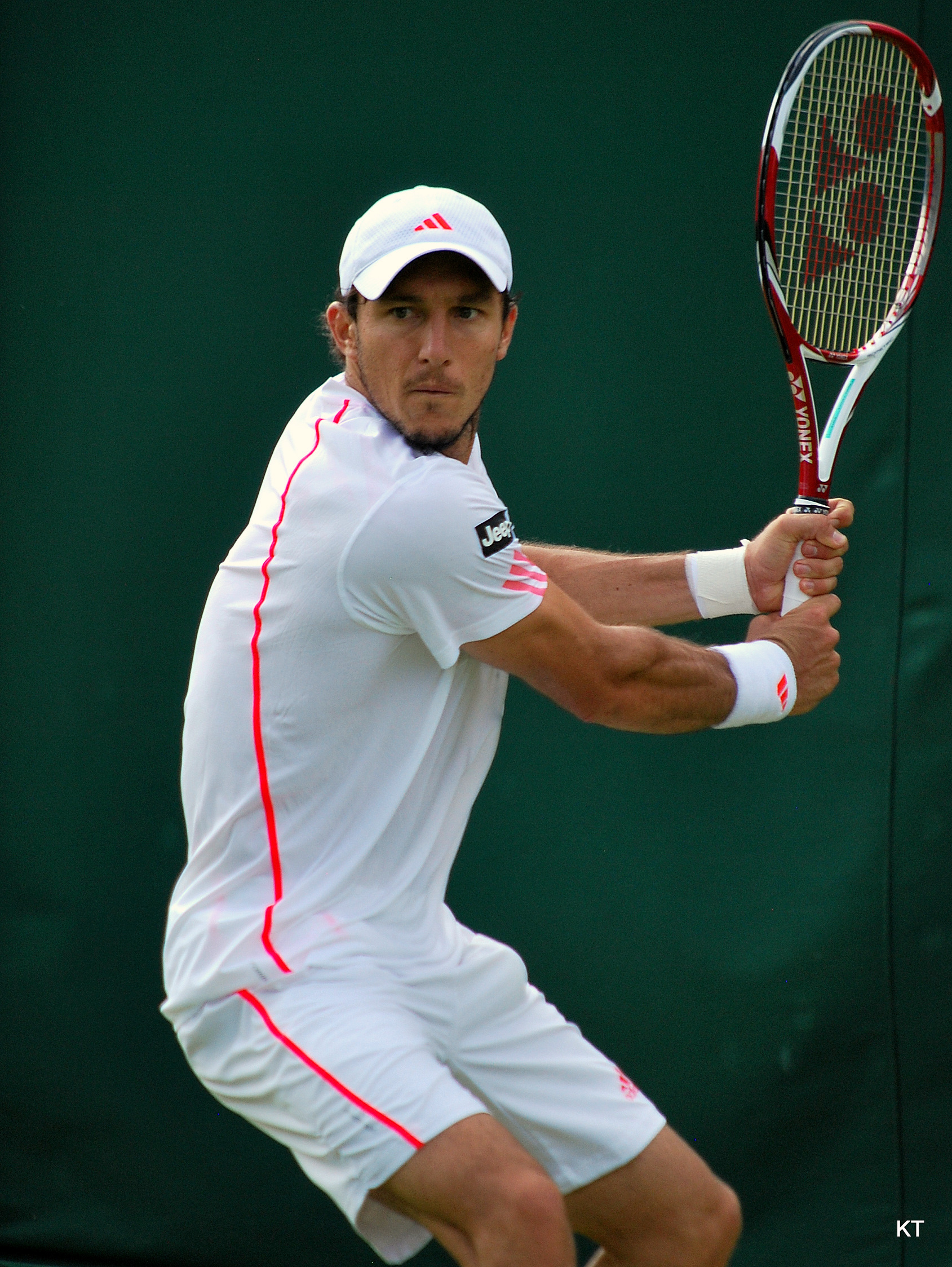
2012 fue el mejor año de Juan Mónaco en su carrera, al lograr 4 títulos ATP y llegar al Top 10 estando ahí durante tres semanas seguidas, a partir de 2013 poco a poco iría en declive.

Juan comenzó la Temporada 2012 compitiendo en el Abierto de Australia como cabeza de serie 25.º. En primera ronda, perdió ante Philipp Kohlschreiber en cinco sets de 5-7, 6-4, 3-6, 7-64 y 0-6.
En la gira latinoamericana sobre tierra batida, disputó el Torneo de Viña del Mar como máximo favorito al torneo. En segunda ronda, derrotó a Igor Andreev por 6-2, 6-1. En cuartos de final, eliminó a Albert Montañés por 3-6, 6-1, 6-1. En semifinales, venció a Jeremy Chardy por 6-1, 6-4. En la final, jugó ante su compatriota Carlos Berlocq, al vencerlo por 6-3, 16-7, 6-1, logró su cuarto título y el primero desde 2007, y también corto una racha negativa de siete finales perdidas consecutivas. Luego, disputó los Octavos de final de la Copa Davis ante Alemania. Pico disputó el primer punto de la serie ante Philipp Petzschner, derrotándolo por un triple 6-3. La serie, la ganó Argentina por 4 a 1. Luego, disputó el Torneo de Buenos Aires como quinto preclasificado. En primera ronda, derrotó a Filippo Volandri por 6-1, 3-1 y retiro del italiano. En segunda ronda, perdió ante su compatriota David Nalbandián por 3-6, 1-6. En Acapulco fue el sexto cabeza de serie, y debutó con una derrota ante Albert Ramos por 26-7, 3-5 y retiró debido a la deshidratación.

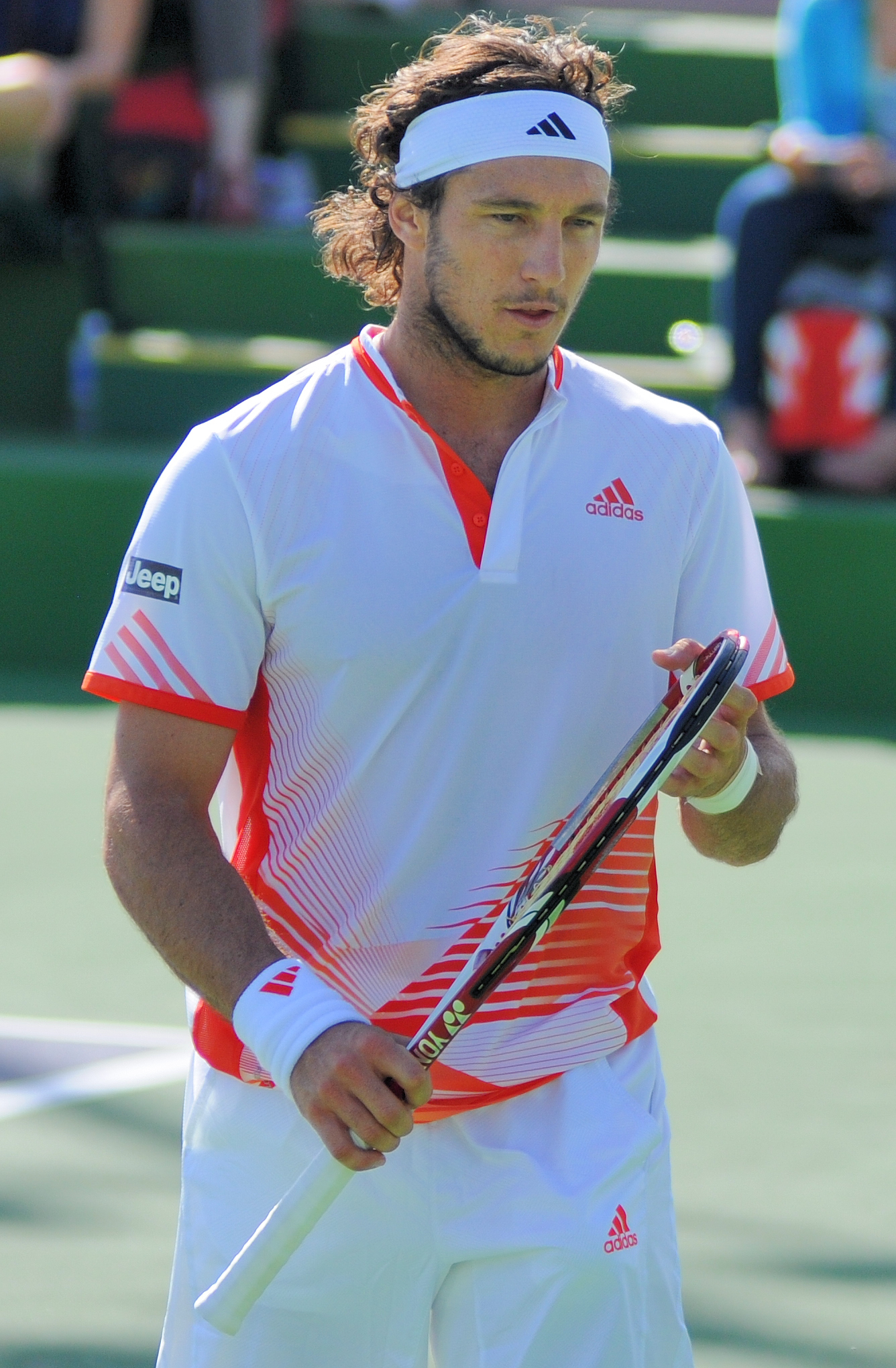
Mónaco en el Masters de Indian Wells 2012.

En el mes de marzo, disputó el Masters de Indian Wells como preclasificado 22. Tras no competir en primera ronda, venció en segunda ronda a Nicolas Mahut por 6-4, 5-7, 6-3. En tercera ronda, quedó eliminado ante el preclasificado n.º 11, John Isner por un doble 7-5. Luego, compitió en el Masters de Miami como 21.º cabeza de serie. En segunda ronda, eliminó a Yen-Hsun Lu por 5-0 y retiro del rival. En tercera ronda, derrotó al preclasificado n.º 14, Gael Monfils por 4-6, 6-3, 6-4. En cuarta ronda, venció al cabeza de serie n.º 31, Andy Roddick por 7-5, 6-0. En el día de su cumpleaños, disputó los cuartos de final ante el octavo favorito del torneo, Mardy Fish a quien eliminó por 6-1, 6-3. En su segunda semifinal de un Masters 1000, fue derrotado por el número 1 del mundo, Novak Djokovic, por 6-0 y 7-65. Esta actuación lo llevó al n.º 16 del mundo, su clasificación más alta desde mayo de 2008.
En abril, representó a Argentina en la Copa Davis ante Croacia. El tenista, jugó el quinto punto con la serie definida, ante Antonio Veic, derrotándolo por un doble 6-1. A la semana siguiente, participó del Torneo de Houston como cuarto favorito al torneo. En segunda ronda, venció a Tatsuma Itō por parciales de 6-3, 6-1. En cuartos de final, eliminó a Kevin Anderson por 7-64 y 7-5. En semifinales, derrotó a Michael Russell por 5-7, 6-1, 6-4. En la final, enfrentó al segundo cabeza de serie, John Isner a quién venció por 6-2, 3-6, 6-3 para coronarse campeón del torneo y conseguir el segundo título de la temporada y el quinto de su carrera. También coincidió con su mejor ranking en su carrera al alcanzar el n.º 14 del mundo.
A la semana siguiente al Torneo de Houston, compitió del Masters de Montecarlo como undécimo preclasificado. En primera ronda, sufrió un esguince en el tobillo derecho ante Robin Haase y tuvo que abandonar el partido cuando iba 5-7, 6-0, 3-2. Luego de hacerse los estudios médicos, tuvo que estar sin jugar por un mes, perdiéndose el Torneo Conde de Godó y el Masters de Madrid. Reapareció en el Masters de Roma como preclasificado n.º 14. En primera ronda, derrotó a Adrian Ungur por un doble 6-2. En segunda ronda, eliminó a Radek Štěpánek por 6-4, 6-2. En tercera ronda, estuvo a punto de ganarle a Novak Djokovic pero finalmente perdió por 6-4, 2-6, 3-6. Más tarde, compitió en el Torneo de Roland Garros 2012 como 13.º cabeza de serie. En primera ronda, venció a Guillaume Rufin por 6-2, 2-6, 6-2, 7-63. En segunda ronda, eliminó a Lukáš Rosol por 7-64, 6-0, 7-65. En tercera ronda, derrotó en cinco sets al preclasificado n.º 19, Milos Raonic por 56-7, 6-3, 56-7, 6-3 y 6-4, además convirtió 3/16 puntos de quiebre y salvó todos los puntos de quiebre que enfrentó. Finalmente, en cuarta ronda perdió ante su amigo Rafael Nadal por un contundente 2-6, 0-6, 0-6, aunque tuvo un par de oportunidades de quiebre en el segundo.

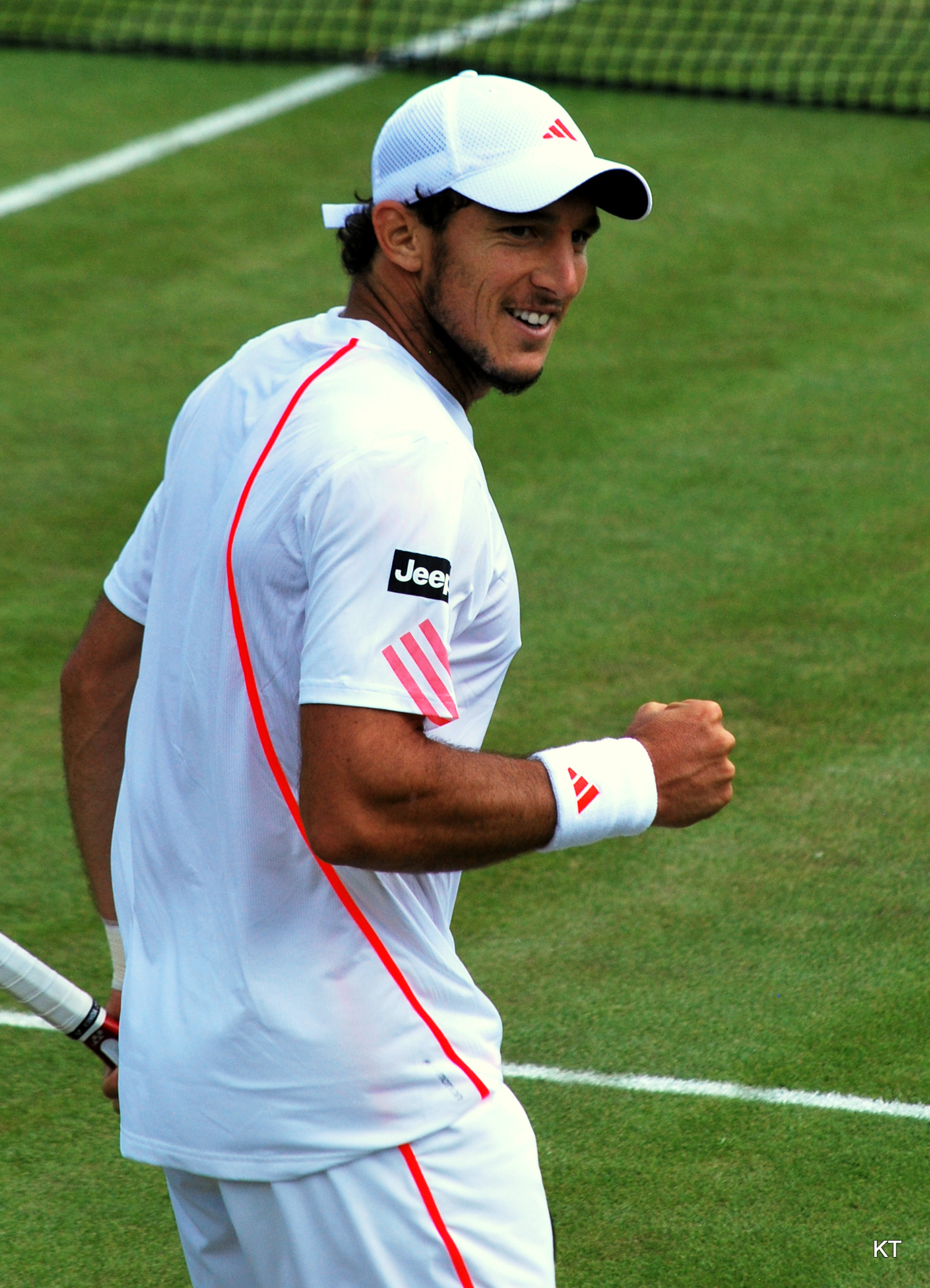
Mónaco en el Campeonato de Wimbledon 2012 ante Viktor Troicki.

En la temporada de césped, disputó Wimbledon como 15.º cabeza de serie, por sus resultados en césped. En primera ronda, pudo lograr por primera vez una victoria en el tercer Grand Slam de la temporada, al vencer a Leonardo Mayer por 6-4, 7-65, 7-65. En segunda ronda, derrotó a Jeremy Chardy por 6-2, 3-6, 6-3, 7-63. En tercera ronda, quedó eliminado ante Viktor Troicki por 5-7, 5-7, 3-6.
En el circuito de tierra batida de verano, disputó el Torneo de Stuttgart como segundo favorito al torneo. En segunda ronda, derrotó a Tobias Kamke por 6-2, 6-3. En cuartos de final, eliminó a Pavol Cervenak por 6-1, 7-5. En semifinales, venció a Guillermo García-López por 6-3, 3-6, 7-5, como anécdota estaba ganando 5-0 en el tercer set; luego perdió 5 juegos seguidos, pero finalmente ganó 7-5. En la final ante el n.º 8 del ranking mundial, Janko Tipsarević perdió por 4-6, 7-5, 3-6, en un partido en el que dio batalla incluso después de ir cayendo por 1-4 en el segundo. Luego del Torneo de Stuttgart, compitió en el Torneo de Hamburgo como tercer preclasificado. En primera ronda, derrotó al local Cedrik-Marcel Stebe por un trabajado 6-4, 3-6, 7-5, luego de ir 5-4 abajo en el set final con Stebe sirviendo para el partido. En segunda ronda, venció a Daniel Muñoz de la Nava por 7-64, 6-3. En cuartos de final, derrotó a Jeremy Chardy por 6-3, 7-5. En semifinales, eliminó al n.º 10 del mundo, Nicolás Almagro 3-6, 6-3, 6-4, luego ir 4-2 abajo en el tercero, logró ganar los últimos 4 juegos para avanzar a la final. Tras las derrotas de Isner en el Torneo de Atlanta y de Simon y Almagro en Hamburgo, si el argentino ganaba el título en Alemania, ingresaba al Top10. En la final ante el local Tommy Haas, el deportista tandilense se convirtió en el 11.º argentino en ingresar al Top10, tras vencerlo por 7-5, 6-4.
Regresó a las canchas de Wimbledon para participar de los Juegos Olímpicos de Londres 2012 como noveno cabeza de serie. Debutó en primera ronda ante David Goffin, con una victoria por 6-4, 6-1. En segunda ronda quedó eliminado por el español Feliciano López, con un marcador de un doble 6-4.
Finalizado los Juegos Olímpicos de Londres, Mónaco comenzó el US Open Series, disputando el Masters de Canadá en Toronto como preclasificado siete. Debutó en segunda ronda con una victoria sobre Vasek Pospisil por 7-5, 6-4. En tercera ronda, quedó eliminado por Mardy Fish con un marcador de 6-2, 1-6, 4-6. Luego disputó el Masters de Cincinnati como octavo cabeza de serie. En su debut de segunda ronda, perdió ante Radek Štěpánek por 26-7, 1-6. Más tarde, disputó el último Major, el US Open, como décimo preclasificado. En su debut de primera ronda, ante Guillermo García López ganaba 2-0 en sets. Pero con dolores en el abdominal derecho, cayó tras 4h 31m por 6-3, 6-1, 4-6, 66-7 y 36-7.
Perdió su cuarto partido de manera consecutiva en las Semifinales de la Copa Davis 2012 ante República Checa, cayendo ante Tomáš Berdych, a pesar de que Mónaco lideraba 4-2 en el cuarto set y cayo en cinco set.
Comenzó su gira asiática de la mejor manera posible, ganando su cuarto título de la temporada en el Torneo de Kuala Lumpur en Malasia y primero en Pista dura. En segunda ronda venció a Jimmy Wang por 6-4, 7-5, en tercera ronda se deshizo de Vasek Pospisil por parciales de 6-3 y 6-4, en semifinales venció a Kei Nishikori por 6-2, 2-6 y 7-64 (después de volver de un abajo 5-2 en el último set) para colarse en su quinta final del año. En dicha final, venció al francés Julien Benneteau, remontando un set abajo, para acabar imponiéndose por 7-5, 4-6, 6-3. Siguió con su gira por Asia, en el Torneo de Tokio, donde venció en primera ronda al búlgaro Grigor Dimitrov por un fácil 6-2 y 6-1, perdiendo en segunda ronda ante Marcos Baghdatis por parciales de 5-7, 6-1 y 3-6. Cerraría su temporada por Asia, cayendo en primera ronda del Masters de Shanghái ante Fernando Verdasco, por un contundente 4-6, 2-6.
Cerró su temporada cayendo en primera ronda del Torneo de Valencia, perdiendo ante el ex n.º 1 del mundo, Lleyton Hewitt por parciales de 3-6 y 4-6; y llegando a tercera ronda del Masters de París, siendo derrotado por el n.º 9 Janko Tipsarević por 3-6, 6-3, 3-6. En segunda ronda se había deshecho de Grigor Dimitrov por parciales de 7-64 y 6-2.
2012 resultó ser el mejor año en la carrera de Mónaco, con cuatro títulos individuales y siendo Top 10 por tres semanas consecutivas.

### 2013: 8.º título ATP y primeros problemas con las lesiones
Comenzó su Temporada 2013, cayendo sorprendentemente en primera ronda del Abierto de Australia, cuando era el preclasificado n.º 11, ante el ruso, n.º 79 del mundo, Andrey Kuznetsov por parciales de 36-7, 1-6, 1-6 en poco más de dos horas, en un partido en el que el argentino perdió nueve veces su saque sufriendo de dolores en la espalda.
Luego continuó jugando singles en la Copa Davis contra Alemania, donde ganó ambos partidos derrotando a Florian Mayer y Tobias Kamke, y su equipo ganó 5-0. Continúo su temporada en el Torneo Viña del Mar, donde defendía título, aunque cayó en segunda ronda ante Guillaume Rufin por 36-7, 4-6. Sin embargo, en dobles hizo pareja con Rafael Nadal y ambos llegaron a la final, perdiéndola ante los italianos Potito Starace y Paolo Lorenzi por 2-6 y 4-6. De nuevo cae en segunda ronda del Torneo de Sao Paulo, esta vez ante el italiano Simone Bolelli por 5-7 y 2-6.
Después jugó los dos primeros Masters 1000 de la temporada. En el Masters de Indian Wells, llega como el preclasificado n.º 14, pero perdió en segunda ronda ante Marinko Matosevic, por un claro 5-7, 0-6; y en el Masters de Miami, también perdió en segunda ronda por parciales por 2-6, 6-4, 3-6 ante el español Albert Ramos, de esta manera Mónaco hizo cinco salidas en primera ronda en los cuadro principales de la ATP.
En los Cuartos de final de la Copa Davis contra Francia, logrando dar el golpe con una sólida victoria sobre Gilles Simon en el segundo punto, pero perdió su segundo partido contra Jo-Wilfried Tsonga.
Comenzó la gira de tierra batida europea, y Mónaco mejoró un poco sus pobres resultados hasta la fecha. En el Torneo de Houston venció a Tim Smyczek en segunda ronda, por 7-65, 6-1, logrando su primer triunfo en singles del año, en cuartos de final venció a Robby Ginepri por un contundente 6-1, 6-0, para caer en semifinales ante John Isner por parciales de 6-1, 4-6, 4-6. Después, disputó el Masters de Montecarlo. En primera ronda se deshizo de Martin Klizan por 6-4 y 6-0, en la segunda ronda venció al letón Ernests Gulbis por 6-0, 3-6, 6-3, cayendo en tercera ronda ante el n.º 1 del mundo, el serbio Novak Djokovic por parciales de 6-4, 2-6 y 2-6. En el Conde de Godó, llega hasta cuartos de final donde cae ante Nicolás Almagro por 3-6 y 5-7. Anteriormente le ganó a Bernard Tomic por 6-0 y 6-2 y a Jérémy Chardy por parciales de 6-0, 7-611.
Luego acudió como preclasificado n.º 18 al Masters de Madrid. En primera ronda derrotó al preclasificado n.º 9 Janko Tipsarević por parciales de 7-65, 6-3; sin embargo cayó en segunda ronda ante el preclasificado n.º 25 Kevin Anderson por 56-7, 6-3, 4-6. En el Masters de Roma llegaba como el cabeza de serie n.º 17; cayendo en primera ronda ante el francés Benoît Paire, preclasificado n.º 35 por un tanteo de 46-7, 6-1, 4-6. Partía en el inaugural Torneo de Düsseldorf en Alemania como el cabeza de serie n.º 3. En segunda ronda derrotó a Andre Ghem por un doble 6-4, en cuartos de final eliminaba a Tobias Kamke por un marcador de 6-3 y 6-4, en semifinales se deshizo de su compatriota Guido Pella al que ganó por 6-4, 7-68, llegando hasta la final donde venció al finlandés, preclasificado n.º 6 Jarkko Nieminen por parciales de 6-4, 6-3, conquistando su primer título del año. Además fue el primer ganador de este torneo y no perdió ningún set en ninguno de sus partidos.
Así, llegaba al segundo Grand Slam del año, Roland Garros, como preclasificado n.º 17. En primera ronda ganaba por un doble 6-4 los dos primeros sets al español Daniel Gimeno-Traver pero increíblemente acabó perdiendo por parciales de 6-4, 6-4, 46-7, 4-6 y 4-6. Por lo tanto, no pudo ganar un solo partido de Grand Slam desde que entró en el top 10 en el ranking mundial.

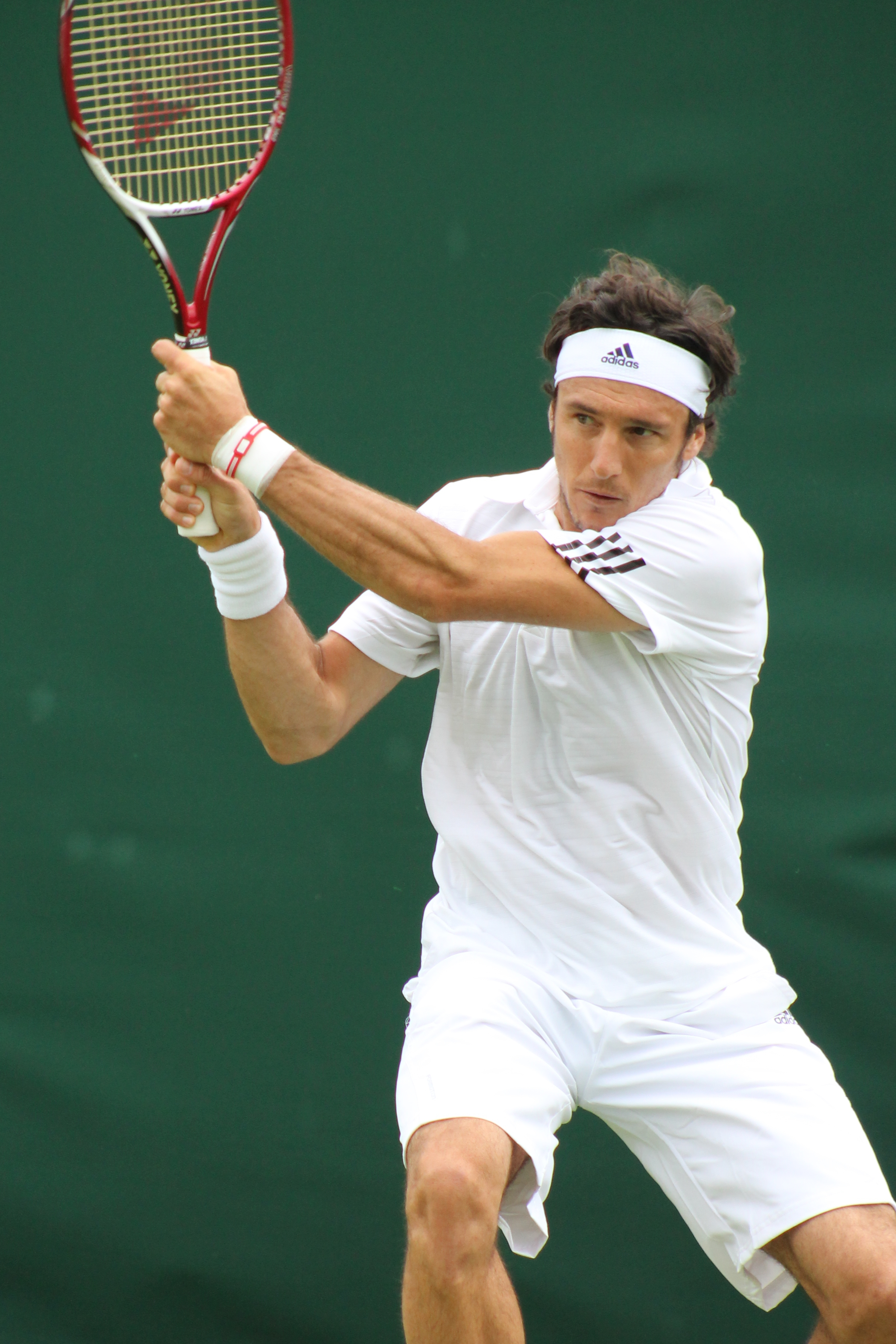
Mónaco en el Campeonato de Wimbledon 2013.

Después comenzó su gira por el césped, donde llegaba como preclasificado n.º 4 al Torneo de Eastbourne, donde cayó en segunda ronda ante el posterior campeón y preclasificado n.º 9 Feliciano López por un doble 6-4. Llegó al tercer Grand Slam del año, al Campeonato de Wimbledon como preclasificado n.º 22. En primera ronda venció sin problemas al alemán Bastian Knittel por 6-4, 6-2, 6-3, en segunda ronda ganó ya con más complicaciones al estadounidense Rajeev Ram por 5-7, 6-2, 6-4, 6-2, en tercera ronda cayó ante el n.º 80 del mundo, el francés Kenny de Schepper por parciales de 4-6, 86-7 y 4-6.
Volvió a la tierra batida, en el Torneo de Bastad donde llegaba como el cabeza de serie n.º 3. Eliminó en segunda ronda al tenista suizo Henri Laaksonen por un tanteo de 6-4, 6-2, cayendo en cuartos de final ante la joven promesa búlgara Grigor Dimitrov por parciales de 3-6, 2-6. Después disputó el Torneo de Hamburgo como el preclasificado n.º 5. En segunda ronda vencería a Gaël Monfils por un doble 6-4, en tercera ronda se deshizo de Benoît Paire, por un tanteo de 6-3, 2-6, 6-2, cayendo finalmente ante el preclasificado n.º 3 Nicolás Almagro por parciales de 6-4, 0-6, 3-6. Luego jugaría el Torneo de Gstaad como el cabeza de serie n.º 4. En segunda ronda venció a Guillermo García-López por un cómodo 6-1 y 6-2, en tercera ronda fue eliminado por el posterior campeón Mijaíl Yuzhny en un igualado partido, que acabó con parciales de 7-5, 4-6 y 76-7. En el Torneo de Kitzbühel, que Juan había ganado en 2007, accedió a la final como preclasificado n.º 2 tras derrotar a Albert Montañés por 7-62 y 7-5. Sin embargo no pudo hacerse con la final al perder con el preclasificado n.º 8 Marcel Granollers en tres sets, por parciales de 6-0, 36-7, 4-6.
Después, llegó de nuevo la temporada de pista dura. Mónaco comenzó su US Open Series 2013 en el Masters de Cincinnati como el cabeza de serie n.º 30, después de retirarse de Canadá. En primera ronda enfrentó a Jurgen Melzer al que venció por un tanteo de 6-3, 6-2, en segunda ronda cayó ante el n.º 1 del mundo, el serbio Novak Djokovic por parciales de 5-7 y 2-6. Después disputó el Torneo de Winston-Salem como último preparativo para el US Open. Llegaba como el cabeza de serie n.º 8 y en segunda ronda venció al francés Nicolas Mahut por un ajustado 46-7, 6-3, 6-4, pero perdió en tercera ronda ante el preclasificado n.º 10 Alexandr Dolgopolov por parciales de 6-4, 3-6, 3-6.
Llegó al último Grand Slam, el US Open como el cabeza de serie n.º 28. En primera ronda se enfrentaría al alemán Florian Mayer que le ganaba por 6-4, 6-2, 3-0 y retiró de Mónaco por dolor de estómago y dolor de cabeza. Tras esto completó una horrible marca en Grand Slam, pasando solo de la primera ronda en uno de ellos, Wimbledon. Luego representó a su país por un puesto en la final de la Copa Davis 2013 ante la República Checa. Disputó un único partido ante Radek Štěpánek, perdiendo por parciales de 7-63, 6-3 y 6-2, además de que Argentina perdió por 3-2 la eliminatoria.
Llegaba al Torneo de Tokio como el cabeza de serie n.º 10. Perdió en primera ronda ante el finalndés Jarkko Nieminen por un tanteo de 7-64 y 6-1. Además se lesionó la muñeca, con lo que puso fin a su horrible campaña, en la que a final de año bajó hasta el puesto n.º 42 del ranking.

### 2014-2015: Inestabilidad y salida del Top 100 en 8 años
Comienza el año como el n.º 42 del ranking mundial.

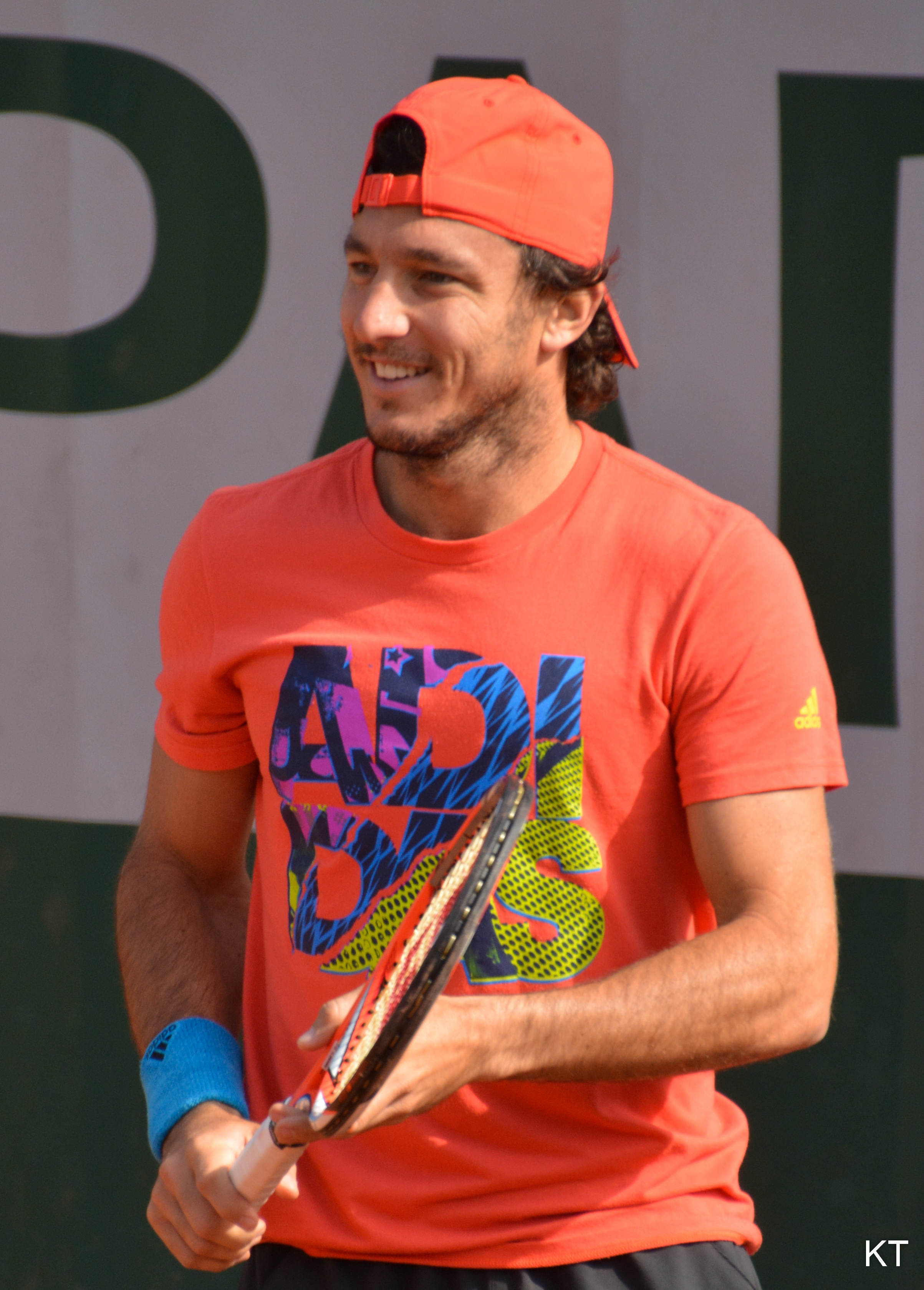
Mónaco durante 2014 y 2015 viviría con la inestabilidad, constantes lesiones y más sensible aún la salida del Top 100 en 8 años.

Su temporada comenzaría directamente en el Abierto de Australia con una derrota en primera ronda ante el letón Ernests Gulbis por 6-1, 4-6, 46-7 y 2-6. Posteriormente, jugaría la primera ronda de la Copa Davis ante Italia en la que perdería su partido ante Fabio Fognini por 5-7 y un doble 2-6, teniéndose que jugar además Argentina en septiembre la permanencia en el Grupo Mundial.
Luego se iría a Sudamérica para disputar la gira de polvo de ladrillo. Su primer torneo sería en casa, en Buenos Aires, donde volvió a caer esta vez ante Albert Ramos tras tres intensos sets. Su primera victoria de la temporada llegaría en Río de Janeiro tras 4 derrotas consecutivas, tras ganar en primera ronda a su compatriota Horacio Zeballos por 6-3 y 6-1. Caería en segunda ronda ante Thomaz Bellucci por 6-4, 3-6 y 3-6. Luego jugaría el Torneo de Sao Paulo. Tras pasar extento la primera ronda se vengó en la segunda de Albert Ramos ganándole por 7-6, 2-6 y 7-5. En cuartos de final caería ante Paolo Lorenzi por 66-7, 7-64 y 4-6.
Luego llegaría la gira norteamericana y los primeros Masters 1000 del año. En el de Indian Wells ganaría en primera ronda a Peter Polansky por un ajustado 6-4, 56-7 y 6-4. Caería en segunda ronda ante Dmitry Tursúnov por 46-7 y 4-6. En Miami caería en primera ronda ante Jerémy Chardy por 5-7, 6-3 y 56-7 en dos horas.
Su temporada de tierra batida comenzaría en Houston. Ganó en primera ronda ante Somdev Devvarman en dos sets pero cayó en la segunda ante Donald Young. Ya no volvería a jugar hasta el Masters de Madrid. Venció en primera ronda a Jürgen Melzer por 6-4 y 6-3, pero en la segunda fue vapuleado por su gran amigo Rafael Nadal por un contundente 1-6 y 0-6. En el de Roma cayó en primera ronda ante Tommy Robredo por 36-7 y 4-6. En Dusseldorf donde defendía el título del año pasado cayó en cuartos de final ante Ivo Karlović tras haber venido de ganar a Benjamin Becker y Marcel Granollers, logrando ganar dos partidos seguidos desde octubre de 2013 (7 meses). Tras no reconquistar el título perdió un puñado de puntos y cayó hasta el puesto n.º 76.
Al segundo Grand Slam del año, Roland Garros llegaba con malas sensaciones. En primera ronda ganó a Lucas Pouille por un claro 6-3, 6-1 y 6-4. Cayó en segunda ronda ante Andreas Seppi por 6-2, 6-4 y 6-4.
En Torneo de Bastad, derrotó a Guillermo García-López y Robin Haase en el camino a la final, donde fue derrotado por Pablo Andújar. El 21 de julio de 2014 por primera vez en ocho años (Última vez en 2006), Pico Mónaco salió del Top 100 tras sus malos resultados en el año. Llegó a las semifinales en Kitzbühel, donde fue derrotado por Dominic Thiem, volviendo al top 100. Cayo en primera ronda en el US Open ante Jo-Wilfried Tsonga.
Llegó a las semifinales en Torneo de Shenzhen, derrotando a Richard Gasquet en los cuartos de final, pero no pudo vencer a Andy Murray. En el Masters de Shanghái, derrotó a João Sousa y al 8.º preclasificado Milos Raonic para llegar a la tercera ronda, donde perdió ante Mijaíl Yuzhny. Terminó el año en la Copa Kremlin, nuevamente perdiendo ante Youzhny en la segunda ronda.
Tras un flojo primer semestre del año, logró mejorar un poco en el segundo semestre llegando a una final y dos semifinales, eso le valió terminar el año en el puesto 62.º.
Enero de 2015 no fue un buen mes para Mónaco, ya que no logró superar la primera ronda de ningún torneo.
En febrero, llegó a los cuartos de final del Rio Open, cayendo ante David Ferrer, seguido de una derrota en primera ronda en el Brasil Open 2015 (a manos del neerlandés Thiemo de Bakker por: 56-7, 7-64 y 6-4), Juan tuvo una gran semana en el ATP 250 de Buenos Aires, alcanzando la final del certamen, en la cual perdió con Rafael Nadal por 6-4 y 6-1.

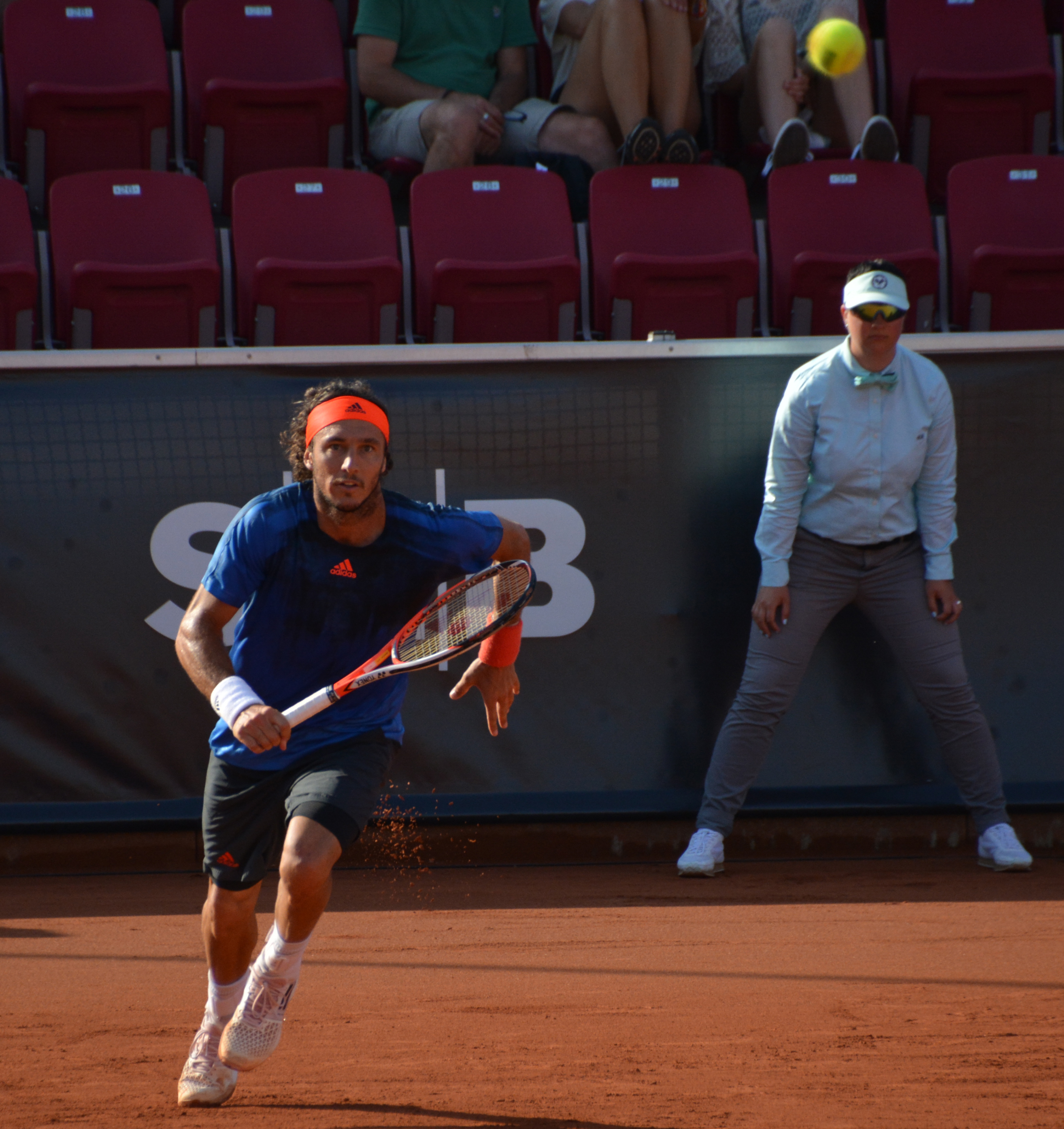
Juan Mónaco durante el Torneo de Bastad 2015.

Mónaco llegó a la tercera ronda en Indian Wells y los cuartos de final en Miami, cayendo ante Thanasi Kokkinakis y Tomáš Berdych, respectivamente.

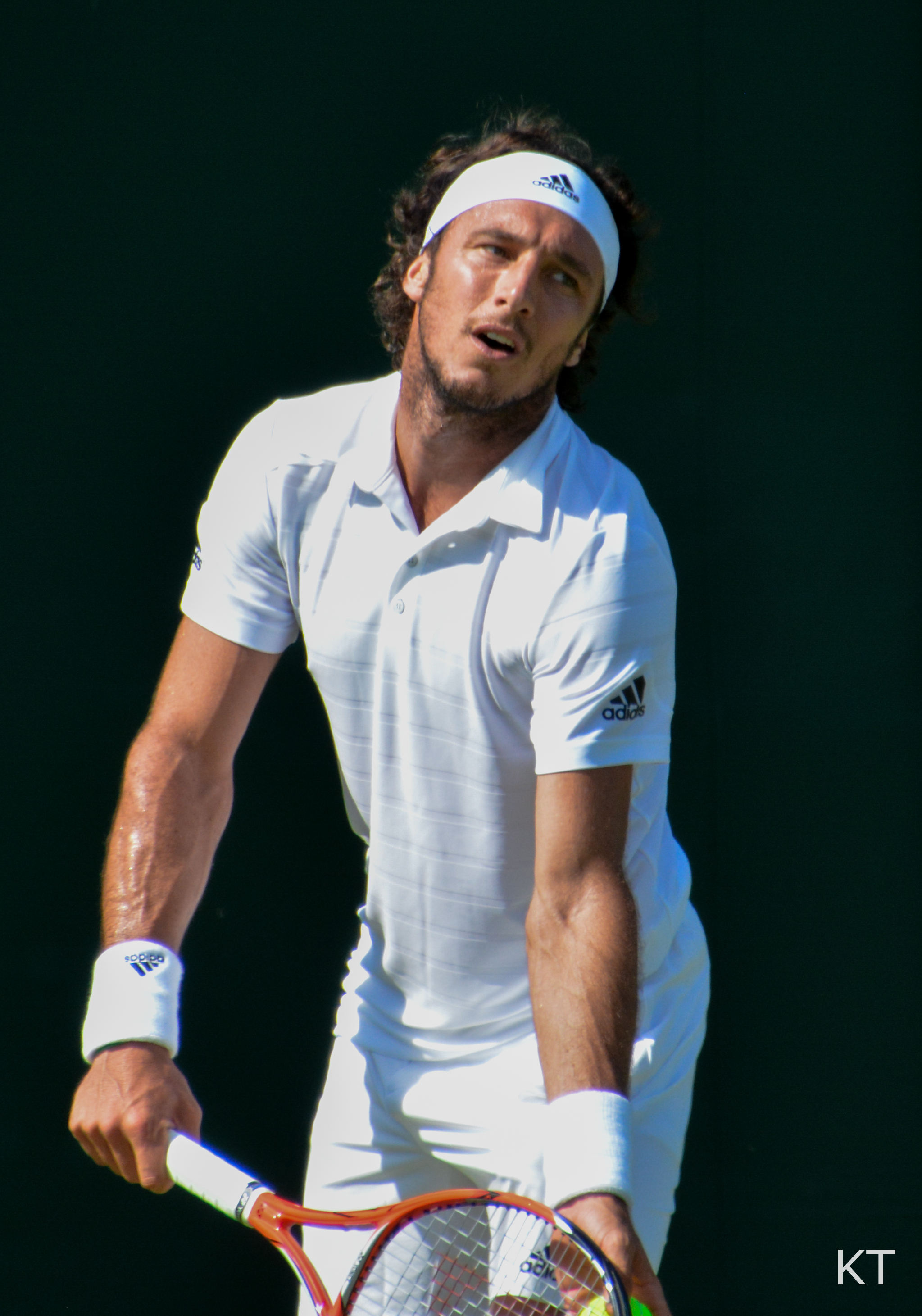
Mónaco durante Wimbledon 2015.

Hizo una serie de eliminaciones en segunda ronda en la gira de tierra batida europea, no sería hasta Niza que cortó esa negativa racha, llegando hasta los cuartos de final. Luego, hizo otra serie de salidas tempranas en segunda ronda, incluso en Roland Garros y Wimbledon. No pasó de la segunda ronda por el resto del año, y terminó el año con una derrota en la primera ronda ante Robin Haase.
A pesar de estos malos resultados, subió 14 puestos a comparación de su ranking a final del año pasado, terminando en el 48.º puesto.

### 2016: 9.º Título ATP y Campeón de Copa Davis
Pico volvió a las canchas en el Argentina Open derrotando de muy buena manera a Marco Cecchinato por 6-1, 6-3. En la segunda ronda enfrentó a Rafael Nadal perdiendo por doble 6-4 pero dejando una muy buena imagen, y seguido de una derrota en primera ronda ante Daniel Gimeno Traver en Río de Janeiro.
Juan no pudo defender los puntos conseguidos en cuartos de final de Miami 2015 al perder con Gilles Simon en 2.ª ronda. Tras esto y como motivo de haber estado inactivo 6 meses durante el 2015 por una lesión de muñeca, Juan cayó al puesto 148.º del ranking ATP el 4 de abril de 2016. El 4 de abril comienza el Torneo de Houston derrotando a Gerald Melzer en 3 sets, en primera ronda, tras desperdiciar varios puntos de partido en el segundo set. En segunda ronda derrota al 2.º preclasificado Benoît Paire por 6-3, 7-5. En Cuartos de final derrota a Sam Querrey, 5.º preclasificado del torneo por doble 6-4. El 9 de abril por las semifinales derrota a Feliciano López, 3.º preclasificado por 6-4, 6-2 alcanzando la final donde derrotó al campeón defensor Jack Sock en tres sets por 3-6, 6-3 y 7-5 (4.º preclasificado) y ganó por segunda vez el torneo, además Mónaco ganó su primer torneo desde 2013, paradójicamente en Houston.

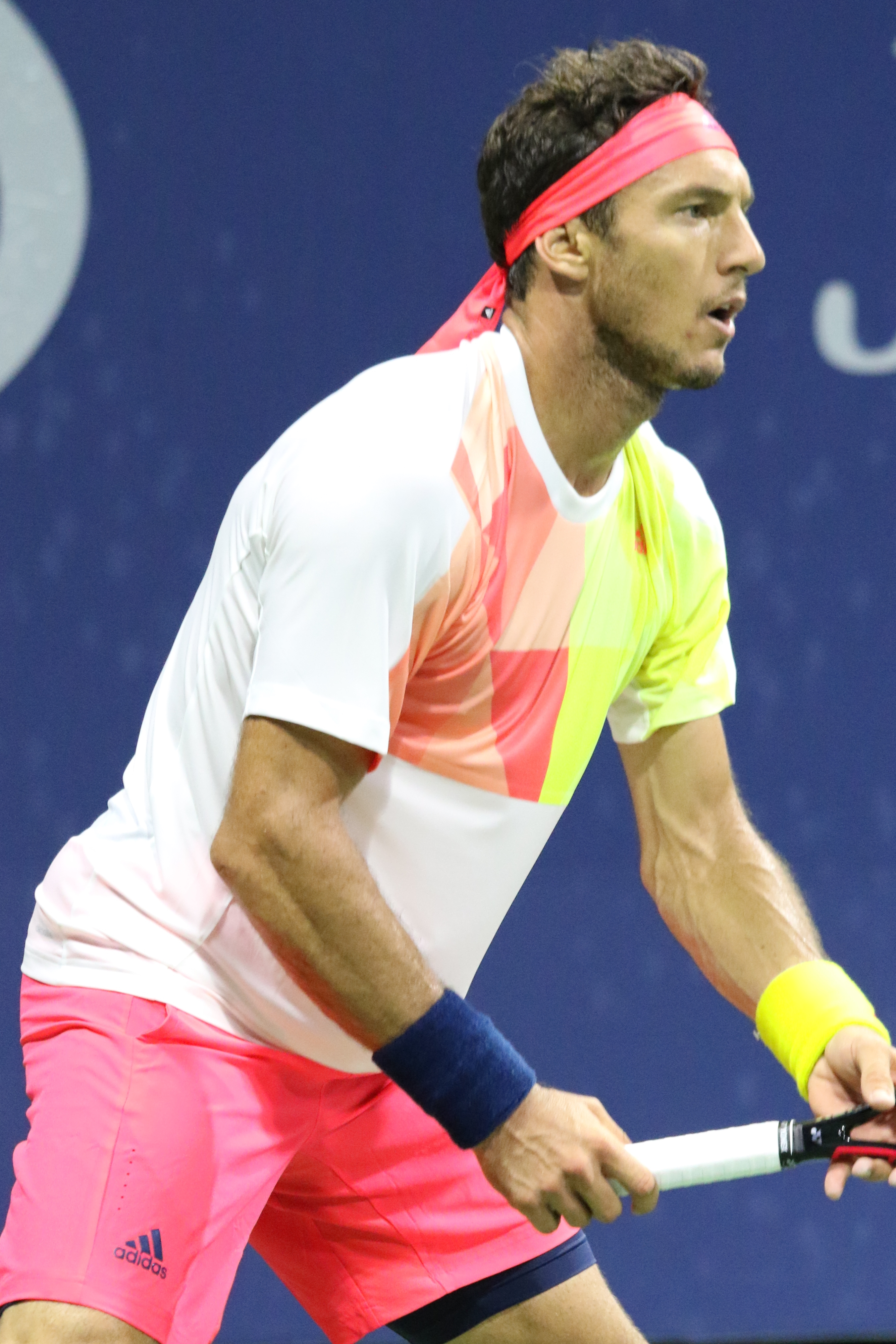
Mónaco durante el Abierto de Estados Unidos 2016, el último Grand Slam que disputó en su carrera.

En mayo, después de perder en el Masters de Madrid, Mónaco derrotó a Stan Wawrinka en Roma por 56-7, 6-4 y 6-3 logrando su primera victoria sobre un Top 5 desde Valencia 2011 ante Ferrer (6 años) y uno de los mejores triunfos de su carrera, pero se retiró en los cuartos de final. El resto de la temporada no tuvo éxito, y no pasó de la segunda ronda en ningún torneo, excepto en el Open de Japón, donde llegó a los cuartos de final.
A finales de 2016, Argentina obtendría la primera Copa Davis de su historia al ganar la Final ante Croacia por 3-2. A pesar de que no jugó la final, fue parte de la plantilla que consiguió la primera Copa Davis para el tenis argentino, ya que la ITF reconoce como campeones también a aquellos jugadores que hayan disputado al menos una serie de Copa Davis durante la campaña del equipo ganador. En el caso de Mónaco disputó un punto durante los Cuartos de final de la Copa Davis 2016 ante Italia, perdiendo ante Fabio Fognini por 6-1, 6-1 y 7-5 en el segundo punto de la llave (Argentina ganó 3-1).

### 2017: Regreso al circuito y retiro
Mónaco comenzó su temporada en Indian Wells, perdiendo en la primera ronda ante Adrian Mannarino por 6-3, 56-7 y 6-1. No mejor éxito en Miami, perdiendo también en la primera ronda, esta vez ante Federico Delbonis por un estrecho 7-5 y 7-6 en más de horas de juego. En abril, Mónaco perdió ante Dustin Brown por 7-67 y 6-3 en la primera ronda en Houston, y anunció su retiro el próximo mes el 15 de mayo a la edad de 33 años.

## Copa Davis

### 2011
En primera ronda Argentina jugaría contra Equipo de Copa Davis de Rumania 'Pico' participó en dos ocasiones:
- Ganó ante Victor Hănescu por 7-6, 1-6, 6-1. 6-1.
- Perdió ante Adrian Ungur por 6-4, 2-6, 6-3.

En cuartos de final Argentina se mediría ante Kazajistán 'Pico' también participó dos veces:
- Gana ante Andréi Golúbev por 6-3, 6-0, 6-4.
- Gana ante Mijaíl Kukushkin por 6-4, 6-1.

En semifinales se medirián ante el campeón defensor Serbia 'Pico' participó en el Dobles y en el último punto:
- Pierde junto a Juan Ignacio Chela ante Nenad Zimonjić - Viktor Troicki por 7-6, 6-4, 6-2.
- Pierde ante Janko Tipsarević por 6-2 y abandono.

En la final Argentina se mediría ante la potencia España, 'Pico' juega nada más ni nada menos que ante el gran Rafael Nadal. Finalmente la final quedó 3-1 para España.
- Pierde ante Rafael Nadal por 6-1, 6-1, 6-2.

### 2012
En primera ronda Argentina se enfrentaría a Alemania. ´Pico´ tuvo su participación:
- Gana ante Philipp Petzschner por 6-3, 6-3, 6-3.

En cuartos de final Argentina se enfrentaría a Croacia, pese a su gran momento ´Pico´ solo participó en el último punto con la serie ya ganada por 3-1:
- Ganó ante Antonio Veić por 6-1, 6-1.

En semifinales Argentina se enfrentó a República Checa, Juan Mónaco solo jugó el segundo individual.
- Perdió ante Tomáš Berdych por 1-6, 6-4, 6-1, 4-6, 4-6.

### 2013
La primera ronda se jugó entre el 1-3 de febrero, en Buenos Aires. Allí Argentina derrotó con un contundente 5-0 a Alemania.
- En esta serie Mónaco contribuyó con dos puntos. Uno ante Florian Mayer, a quien venció por 6-7(4), 6-3, 6-3, 6-4, y otro ante Tobias Kamke, cuyo resultado fue 6-4, 7-6(2).

En cuartos de final, también en Buenos Aires, Argentina se enfrentó con Francia, a quien también derrotó aunque por un ajustado 3-2.
- Le ganó a Gilles Simon 7-6(2), 6-2, 6-4 y perdió contra Jo-Wilfried Tsonga 3-6, 3-6, 0-6.

En semifinales, en el o2 Arena de Praga, Argentina se enfrentó contra los eventuales campeones, la República Checa, contra quien perdieron por 3-2. Mónaco solo jugó el primer individual.
- Perdió contra Radek Štěpánek por 7-6(3), 6-3, 6-2.

### 2016
En cuartos de final Argentina se enfrentaría a Italia, instancia en la cual ´Pico´ sólo participó en el segundo punto de la serie que terminaría 3-1 en favor de Argentina:
- Perdió ante Fabio Fognini por 6-1, 6-1, 7-5.

## Clasificación histórica
| Torneos de Grand Slam       |              |              |              |              |              |               |               |               |               |               |               |               |               |               |         |         |        |
| Abierto de Australia        | A            | 1R           | 2R           | 1R           | 3R           | 1R            | 3R            | 2R            | 1R            | 1R            | 1R            | 1R            | A             | A             | 0 / 11  | 6–11    | 35%    |
| Roland Garros               | 2R           | 1R           | 3R           | 4R           | 1R           | 2R            | 1R            | 1R            | 4R            | 1R            | 2R            | 2R            | 2R            | A             | 0 / 13  | 13–13   | 50%    |
| Wimbledon                   | A            | 1R           | A            | 1R           | A            | 1R            | A             | 1R            | 3R            | 3R            | A             | 2R            | 2R            | A             | 0 / 8   | 6–8     | 42%    |
| US Open                     | 1R           | 1R           | 1R           | 4R           | 1R           | 1R            | 1R            | 4R            | 1R            | 1R            | 1R            | A             | 1R            | A             | 0 / 12  | 6–12    | 33%    |
| Ganados–Perdidos            | 1–2          | 0–4          | 3–3          | 6–4          | 2–3          | 1–4           | 2–3           | 4–4           | 5–4           | 2–4           | 1–3           | 2–3           | 2–3           | 0–0           | 0 / 44  | 31–44   | 41%    |
| ATP World Tour Masters 1000 |              |              |              |              |              |               |               |               |               |               |               |               |               |               |         |         |        |
| Indian Wells                | A            | 2R           | A            | 1R           | 3R           | A             | CF            | 2R            | 3R            | 2R            | 2R            | 3R            | 1R            | 1R            | 0 / 11  | 9–11    | 45%    |
| Miami                       | 3R           | 1R           | 1R           | 2R           | 3R           | 2R            | 3R            | 3R            | SF            | 2R            | 1R            | CF            | 2R            | 1R            | 0 / 14  | 16–14   | 53%    |
| Montecarlo                  | A            | A            | A            | A            | 2R           | 3R            | 2R            | 1R            | 1R            | 3R            | A             | 2R            | A             | A             | 0 / 7   | 7–7     | 50%    |
| Madrid1                     | A            | Q1           | A            | 3R           | 1R           | 3R            | 3R            | 3R            | A             | 2R            | 2R            | 2R            | 1R            | A             | 0 / 9   | 11–9    | 55%    |
| Roma                        | A            | 2R           | 1R           | A            | 2R           | CF            | 2R            | 2R            | 3R            | 1R            | 1R            | 2R            | CF            | A             | 0 / 11  | 13–10   | 56%    |
| Canadá                      | A            | A            | A            | A            | A            | A             | A             | 1R            | 3R            | A             | A             | A             | A             | A             | 0 / 2   | 1–2     | 33%    |
| Cincinnati                  | A            | A            | A            | 3R           | A            | A             | 1R            | 2R            | 2R            | 2R            | A             | A             | 2R            | A             | 0 / 6   | 5–6     | 45%    |
| Shanghái2                   | No realizado | No realizado | No realizado | No realizado | No realizado | 1R            | SF            | 1R            | 2R            | A             | 3R            | A             | A             | A             | 0 / 5   | 6–5     | 53%    |
| París                       | A            | A            | A            | 1R           | 2R           | 2R            | 2R            | CF            | 3R            | A             | A             | A             | A             | A             | 0 / 6   | 7–6     | 53%    |
| Hamburgo3                   | A            | 2R           | 2R           | 2R           | 3R           | Descontinuado | Descontinuado | Descontinuado | Descontinuado | Descontinuado | Descontinuado | Descontinuado | Descontinuado | Descontinuado | 0 / 4   | 5–4     | 55%    |
| Ganados–Perdidos            | 2–1          | 3–4          | 1–3          | 6–6          | 7–7          | 9–6           | 13–8          | 8–9           | 9–8           | 4–6           | 4–5           | 9–5           | 5–4           | 0–2           | 0 / 75  | 80–74   | 51%    |
| Representación nacional     |              |              |              |              |              |               |               |               |               |               |               |               |               |               |         |         |        |
| Juegos Olímpicos            | A            | No realizado | No realizado | No realizado | 1R           | No realizado  | No realizado  | No realizado  | 2R            | No realizado  | No realizado  | No realizado  | 2R            | NR            | 0 / 3   | 2–3     | 40%    |
| Copa Davis                  | CF           | A            | A            | A            | F            | CF            | SF            | F             | SF            | SF            | PO            | A             | G             | A             | 1 / 8   | 11–12   | 47%    |
| Estadísticas en su carrera  |              |              |              |              |              |               |               |               |               |               |               |               |               |               |         |         |        |
| Torneos jugados             | 13           | 25           | 23           | 22           | 21           | 25            | 20            | 25            | 23            | 22            | 20            | 19            | 14            | 3             | 275     | 275     | 275    |
| Títulos                     | 0            | 0            | 0            | 3            | 0            | 0             | 0             | 0             | 4             | 1             | 0             | 0             | 1             | 0             | 9       | 9       | 9      |
| Finales alcanzadas          | 0            | 1            | 0            | 3            | 2            | 3             | 1             | 1             | 5             | 2             | 1             | 1             | 1             | 0             | 21      | 21      | 21     |
| En general G–P              | 16–13        | 17–25        | 18–23        | 41–19        | 28–20        | 36–26         | 30–20         | 31–27         | 40–19         | 25–23         | 22–20         | 21–19         | 17–14         | 0–3           | 342–271 | 342–271 | 55%    |
| Victorias (%)               | 55%          | 40%          | 43%          | 68%          | 58%          | 58%           | 60%           | 53%           | 67%           | 52%           | 52%           | 52%           | 54%           | 0%            | 55.79%  | 55.79%  | 55.79% |

Notas:
- 1: Entre 2002 y 2008 se jugó en pista dura, y en 2009 pasó a disputarse sobre tierra batida, reemplazando en el calendario al Torneo de Hamburgo.
- 2: Reemplazó en el calendario al Masters de Madrid en pista dura.
- 3: En 2009 pasó a la categoría ATP World Tour 500.

## Ranking ATP al final de la temporada
| Año                     | 2001 | 2002 | 2003 | 2004 | 2005 | 2006 | 2007 | 2008 | 2009 | 2010 | 2011 | 2012 | 2013 | 2014 | 2015 | 2016 | 2017 |
| Ranking en individuales | 785  | 470  | 324  | 73   | 85   | 69   | 23   | 46   | 30   | 26   | 26   | 12   | 42   | 62   | 53   | 65   | 226  |

| Año            | 2001 | 2002 | 2003 | 2004 | 2005 | 2006 | 2007 | 2008 | 2009 | 2010 | 2011 | 2012 | 2013 | 2014 | 2015 | 2016 | 2017 |
| Ranking dobles | 716  | 465  | 550  | 305  | 152  | 418  | 292  | 43   | 110  | 110  | 179  | 179  | 141  | 153  | 235  | 862  | NR   |